# Памятники Тольятти

Памятники Тольятти — памятники истории и культуры, расположенные на территории городского округа Тольятти.
Современная история Тольятти насчитывает всего полвека, поэтому при рассказе об архитектуре и памятниках города следует иметь в виду специфику его застройки: на новом месте город был полностью отстроен заново лишь с незначительными элементами от старого Ставрополя.

## Правовое регулирование
Основным документом, регулирующим как сам список памятников, так и их использование и защиту, долгое время являлось постановление городской думы Тольятти от 2000 года.
Согласно этому постановлению памятники города делились на категории:
- памятники истории;
- памятники архитектуры;
- памятники монументального искусства;
- мемориальные памятники;
- документальные памятники.

А по значению городские памятники делятся на
- памятники истории и культуры федерального (общероссийского) значения;
- памятники истории и культуры местного значения Самарской области;
- памятники истории и культуры муниципального значения.

Новые памятники должны были добавляться в реестр после обследованиями специалистами музея историко-культурного наследия Тольятти и соответствующего решения городской Думы. Однако в реестре не прибавилось ни одного памятника за всё время его существования, а в декабре 2011 года решение городской Думы было признано утратившим силу.
В начале 2013 года мэрия Тольятти выпустила информационное письмо о работе, проводимой в Тольятти по сохранению, использованию и популяризации объектов культурного наследия и произведений монументально-декоративного искусства. В рамках этого письма были представлены новые, существенно изменённые списки объектов культурного наследия и монументальных памятников на территории городского округа Тольятти. Однако до настоящего времени никаких законодательных актов муниципального уровня по вопросам выявления и охраны объектов культурного наследия в Тольятти не имеется, хотя ряд объектов охраняется согласно постановлениям областного правительства.
В 2013 году Тольяттинский краеведческий музей, на который мэрией города возложены функции популяризации объектов культурного наследия, опубликовал списки объектов культурного наследия (памятников истории и культуры) регионального значения, расположенных на территории городского округа Тольятти, а также списки монументальных памятников г.о. Тольятти и
мемориальных досок на территории г.о. Тольятти. Согласно сведениям музея объекты культурного наследия подразделяются на виды: памятники, ансамбли, достопримечательные места, и имеют категории: федерального, регионального, муниципального значения.
Также существует два списка объектов культурного наследия на территории Тольятти, созданных правительством Самарской области: это собственно список объектов, в котором на текущее время всего 2 пункта, а также список выявленных объектов культурного наследия, то есть объектов получивших заключение историко-культурной экспертизы. Последние охраняются наравне с признанными объектами до тех пор, пока не решится их статус: будет ли им присвоен статус памятника или в нём будет отказано.
В данном списке перечислены по возможности все памятники города, с указанием современного правового статуса, а также информацией о ранее существовавших статусах, если они отличаются от текущего.

## Памятники

### Памятные здания
- Церковь во имя Святой Великомученицы Варвары — 1846 год, посёлок Фёдоровка. В конце 1830-х годов у владельца села, помещика Н. Ф. Бахметева тяжело болела жена Варвара. В надежде на выздоровление супруги любящий муж решил построить храм. В 1846 году каменная церковь в Фёдоровке была сооружена, а её престол освятили в честь святой великомученицы Варвары. Выявленный памятник истории и культуры регионального значения[4]. Охраняются здание церкви в целом, первоначальный внешний архитектурный облик здания, композиционное построение и декор фасадов, включая их первоначальное цветовое решение, система деревянных сводчатых перекрытий храма вместе с деревянной конструкцией пятиглавия.
  - В декабре 2014 г. на здании Благовещенского храма была открыта мемориальная доска в честь Варвары Лопухиной (Бахметевой), автор Владимир Соболев.[5]

- Дом, в котором останавливался И. Е. Репин — середина XIX века, улица Репина, 8. Летом 1870 года в Ставрополь приехал молодой художник Илья Репин собирать материалы для задуманной им картины о жизни бурлаков. С ним приехали двадцатилетний пейзажист Фёдор Васильев, товарищ Репина по Академии художник Евгений Макаров, и младший брат Репина — Василий. Остановились они в срубленном из брёвен шестистенном доме на Посадской улице (позднее Кооперативная 117), принадлежавшем Анне Андреевне Буяновой, прозванной в народе Буянихой. В 1955 году в связи с переносом города на новое место городские власти предполагали разместить дом Репина на одной из центральных улиц и даже назвали её именем художника. Но получилось иначе: дом по ошибке поставили в Депутатском проезде. Тогда улицу Репина переименовали в улицу Ушакова, а Депутатский проезд назвали улицей Репина. На доме установлена мемориальная доска. В настоящее время это памятник истории и культуры регионального значения[6], охраняются первоначальный внешний архитектурный облик здания, включая композиционное построение и декор фасадов. Однако ранее внешний облик здания был иным: в середине XX века оно было обшито и покрыто железом, до этого, вероятно, крыша была тёсовой. Впервые взят под охрану постановлением облисполкома Куйбышевской области № 735 от 21 декабря 1970 года как памятник истории. В городском реестре 2000 года указывалось, что у этого дома охранялись не только фасад, но и интерьер.
- Здание Горкома КПСС — 1957 год, Центральная площадь, 4. За основу проекта в 1954 году была принята типовая разработка здания «Облсельпроекта» для горкома КПСС для города Воркуты. Одно из самых богато декорированных исторических зданий города. В 1956 году в решении облисполкома отмечались такие негативные явления (по тем временам) как излишние архитектурные детали: колонны, капители, гранитная облицовка цоколя, двери и оконные рамы из дуба. Здание сдано 30 октября 1957 года. В нём разместились: на первом этаже горком ВЛКСМ, на втором — горком КПСС, находившийся в здании до 1991 года, на третьем — редакция газеты «За коммунизм». После 1991 года в здании размещалась администрация города, теперь в нём заседает городская Дума. Здание трёхэтажное, первый этаж отделён профилированным карнизом. Окна второго и третьего этажей обрамлены поясом из округлых рельефных деталей. Между ними лепные рельефные венки из листьев. Окна третьего этажа арочной формы. Фасад украшен плоскими колоннами — пилястрами в коринфском стиле. Внутри сохранились декоративные лепные элементы в том числе с советской символикой[7]. Выявленный памятник регионального значения[4], охраняются объёмно-планировочное решение, декор фасадов.
- Здание народного суда — 1955—1959 год, ул. Карла Маркса, 40А, отреставрировано в 2007 году. Является первым специально построенным зданием для народного суда в перенесённом Ставрополе. Выявленный памятник истории и культуры регионального значения[4]. Охраняется объёмно-композиционное решение и декор фасада.
- Гостиница-дача «Белокаменная» — 1957 год, Портпосёлок, ул. Комзина 8А. 9-10 августа 1958 года в ней останавливалась правительственная комиссия по приёму Куйбышевской ГЭС во главе с Никитой Хрущёвым, здесь же состоялся банкет по случаю пуска ГЭС. а также артисты и учёные, посещавшие строительство Жигулёвской ГЭС. Архитектором Аркадием Эстулиным были предусмотрены апартаменты для вождей, комнаты для свиты и охраны, зал для приёмов. До начала 1990-х именно здесь останавливались посещавшие город: Брежнев, Суслов, Косыгин, Подгорный, Лигачёв, Устинов, Горбачёв, другие политики и артисты. Долгое время здание находилось в собственности Жигулёвской ГЭС, ныне находится в частной собственности. Выявленный памятник истории и культуры регионального значения[4]. Охраняются объёмно-планировочное решение и декор фасадов.
- Здание школы № 6 в посёлке Комсомольский — 1951 год постройки, улица Мурысева, 61. Построено силами «Куйбышевгидростроя» как средняя школа по типовому проекту. Ныне в здании один из городских колледжей. Выявленный памятник истории и культуры регионального значения[4], под охраной находится объёмно-планировочное решение и декор фасадов.

## Ансамбли
- Ансамбль застройки площади Свободы — 1950-х годов постройки, Площадь Свободы, 2, 4, 9. Это здания администрации города, администрации Ставропольского района и дома культуры (ныне театра кукол). Выявленный объект культурного наследия: ансамбль истории и культуры регионального значения[4]. Объектом охраны являются первоначальное объёмно-планировочное решение в составе Ансамбля застройки площади Свободы, композиционное построение и декоративное оформление фасадов; первоначальные элементы оформления интерьеров парадных помещений.
  - Здание мэрии (Площадь Свободы 4) строилось силами СУ-3 с 1955 года, принято комиссией 25 июля 1959 года. Изначально строилось для размещения горисполкома. На фронтоне — герб РСФСР, фасад украшают 6 массивных полуколонн с дорическими капителями, а также арочные оконные проёмы на втором этаже. Первоначально планировалось украсить фасад лепными украшениями, но в период упрощенчества в советской архитектуре от них отказались. В 1980-х годах внешний вид здания был изменён в духе времени. Исторический облик был возвращён зданию в 2001 году[8]. Сейчас в тёмное время суток здание подсвечивается цветными прожекторами, придающими зданию оттенки цветов государственного флага России.
  - Здание администрации Ставропольского района (Площадь Свободы, 9) строилось в 1957—1958 годах, изначальный проект был разработан Ленгипрогором, а в 1956 году, в период борьбы с архитектурными излишествами упрощён Куйбышевским филиалом «Саратовгипрогорсельстроем», в частности была ликвидирована лепнина.
  - Здание театра кукол (Площадь Свободы, 2) сдано в сентябре 1958 года, построено как Дом культуры по проекту архитектора Шаронова с залом на 400 мест. Позднее зрительный зал был расширен до 500 мест.
- Здания земской больницы, улица Нагорная, 1а. Портпосёлок, берег водохранилища, памятник архитектуры и истории регионального значения. В 1902 году было построено здание больницы в Ставрополе. Постепенно больница расширялась и заняла 6 зданий. Это единственные здания старого Ставрополя не подвергавшиеся переносу при строительстве ГЭС. В 1960—1970-х годах в них располагался детский санаторий «Бережок». Сегодня территория и здания принадлежат мужскому монастырю. Начиная с 1993 года комплекс из 6 зданий охранялся как памятник истории и архитектуры. В настоящее время выявленным ансамблем истории и культуры регионального значения признаны здания медпункта (золотошвейной) и школы (кельи и иконописная) — строения 4 и 5[4].
- Ансамбль исторической застройки посёлка Шлюзовой — комплекс из 8 зданий различного предназначения, построенных в 1950-х годах (ул. Носова, д. 3, ул. Носова, д. 5, ул. Никонова, д. 2, ул. Никонова, д. 7, ул. Никонова, д. 8, ул. Никонова, д. 9, ул. Носова, д. 11, ул. Носова, д. 10). Выявленный объект культурного наследия регионального значения[4]. Под охраной объёмно-планировочное решение зданий в составе ансамбля и декоративное оформление фасадов. У здания дома культуры охраняется также композиционное построение.

## Памятники природы
- «Ставропольский сосняк» — памятник природы регионального значения, часть лесного массива между Центральным и Автозаводским районами города. Площадь памятника природы составляет 861,58 гектара. Создан для сохранения природных комплексов и объектов, в том числе: ландшафта; древесной, кустарниковой и травянистой растительности; видового разнообразия флоры и фауны; редких и находящихся под угрозой исчезновения видов растений, животных и грибов. Имеет ресурсоохранное, научное, эстетическое и рекреационное значения[9].

## Достопримечательные места
- Памятное место, где летом 1877 года у своей сестры С. А. Лавровой отдыхала М. А. Ульянова с семьёй, в том числе и В. И. Ленин. Находится в Портпосёлке, у береговой зоны водохранилища. Охраняется как памятное место регионального значения решением облисполкома № 238 от 08.06.1988[6].
- Главный корпус санатория «Лесное» — 1908—1910 года, Лесопарковое шоссе, д. 2, лесной массив между Центральным и Автозаводскими районами. Выявленное достопримечательное место регионального значения[4], охраняется центральная часть фасада.
- Ансамбль постройки посёлка Портовый — комплекс здания 1951—1954 годов постройки по адресам Комсомольское шоссе, 1,2, 3, 4, 5, 6, 6а, 8, 9, 10, 11, 12, 13, 14, 16, 18, 22; ул. Набережная, 1, 3, 5, 7, 9, 11, 13, 15, 17, 19; ул. Морская, 3, 5; ул. Специалистов, 3, 4, 6, 9; ул. Павлова, 4; ул. Комзина, 6. С 1993 года охранялись фасады домов по Комсомольскому шоссе 2, 4, 6, 8, 9-14, 16 как памятник истории и архитектуры региональной значимости[1]. На настоящее время это выявленное достопримечательное место[4].
- Ансамбль учебного городка — комплекс зданий Центрального района по адресам ул. Гидростроевская, 11 (ул. Ленинградская, 9); ул. Гидростроевская, 13; ул. Гидростроевская, 21; ул. Гидростроевская, 23 (ул. Республиканская, 10); ул. Гидростроевская, 17[10].
  - Жилой дом по адресу ул. Гидростроевская, 11 построен Куйбышевгидростроем в 1952 году как жилой дом Студенческого городка. Здание Г-образной формы фасадами выходит на улицы Гидростроевскую и Ленинградскую. Окна первого этажа украшены рустом, имитирующим крупную каменную кладку. Облик дома уникален, аналогичных зданий в городе нет.
  - Жилой дом на 10 квартир (ул. Гидростроевская 13) построен в 1952—1953 годах как жилой дом Студенческого городка. Здание асимметрично, имеет крыло с двумя этажами, к которому примыкает трёхэтажный пристрой с треугольным фронтоном, под фронтоном балкон и 2 лоджии. Один торец дома имеет балкон, под ним 2 лоджии. Фасад здания украшен большими арочными окнами первого этажа.
  - Жилой дом по ул. Гидростроевской 21 также был построен как часть Студенческого городка в 1952 году. Фасад здания выходит на ул. Гидростроевскую, здание асимметричное, имеет крыло с двумя этажами, к которому примыкает мезонин, создающий третий этаж с балконом, под которым полукруглый выступ. Фасад на уровне первого этажа украшен большими арочными окнами.
  - Жилой дом по ул. Гидростроевской 23 построен в 1952 году как часть Студенческого городка: здание Г-образной формы, фасадом выходит на улицы Гидростроевскую и Республиканскую. Асимметричное здание имеет треугольный фронтон с круглым слуховым окном. Дом имеет 4 балкона, 4 окна верхнего этажа украшены рустом, имитирующим крупную каменную кладку. Облик здания неповторим, аналогичный зданий в городе нет.
  - учебно-административное здание (ул. Гидростроевская 17). Четырёхэтажное здание построено в 1952—1953 годах по типовому проекту для школы. Являлось доминирующим зданием, прилежащий район проектировался как учебный городок филиала Куйбышевского Индустриального Института. Но уже в 1953 году здание было отдано под управление Куйбышевгидростроя. Ныне в здании один из факультетов ПвГУСа. На фасаде здания установлены две памятные доски: одна говорит о том, что в здании с 1954 по 1984 год находилось управление Куйбышевгидростроя; другая — что в этом здании с 1965 по 1971 год работал председатель тольяттинского горисполкома (1971—1978) Борис Самуилович Кашунин.

## Памятные здания

### Перенесённые здания
- Жилые дома города Ставрополя — построены в конце XIX века, ул. Комсомольская, 14, 16;. Дом № 14 находился в старом Ставрополе по адресу улица Красноармейская, 68 (бывшая ул. Соборная), имел каменный полуэтаж.
- Дом купца Н. Ф. Субботина — середина XIX век, ул. Комсомольская, 97. Здание купеческо-мещанской архитектуры принадлежало ставропольскому купцу Никифору Михайловичу Субботину, занимавшемуся вывозом пшеницы, ржи, овса, пшена, муки. В старом Ставрополе дом располагался по улице Посадской 63 и имел каменный полуэтаж. Карнизы и наличники украшены резьбой по дереву, на фронтоне пропильной резьбой изображено дерево жизни. В 1954 году дом перенесён из зоны затопления. В здании располагались дом политпросвещения, контора, с 1988 года — отдел культуры Ставропольского района, с 1993 года — библиотека и методический кабинет Ставропольского отдела культуры[11]. В настоящее время необитаем. В связи с продажей дома в 2014 г. декоративные элементы здания были сняты и переданы в Тольяттинский краеведческий музей и музей сел Ставропольского района[12]. Ныне снесён.

### Здания, построенные в перенесённом городе

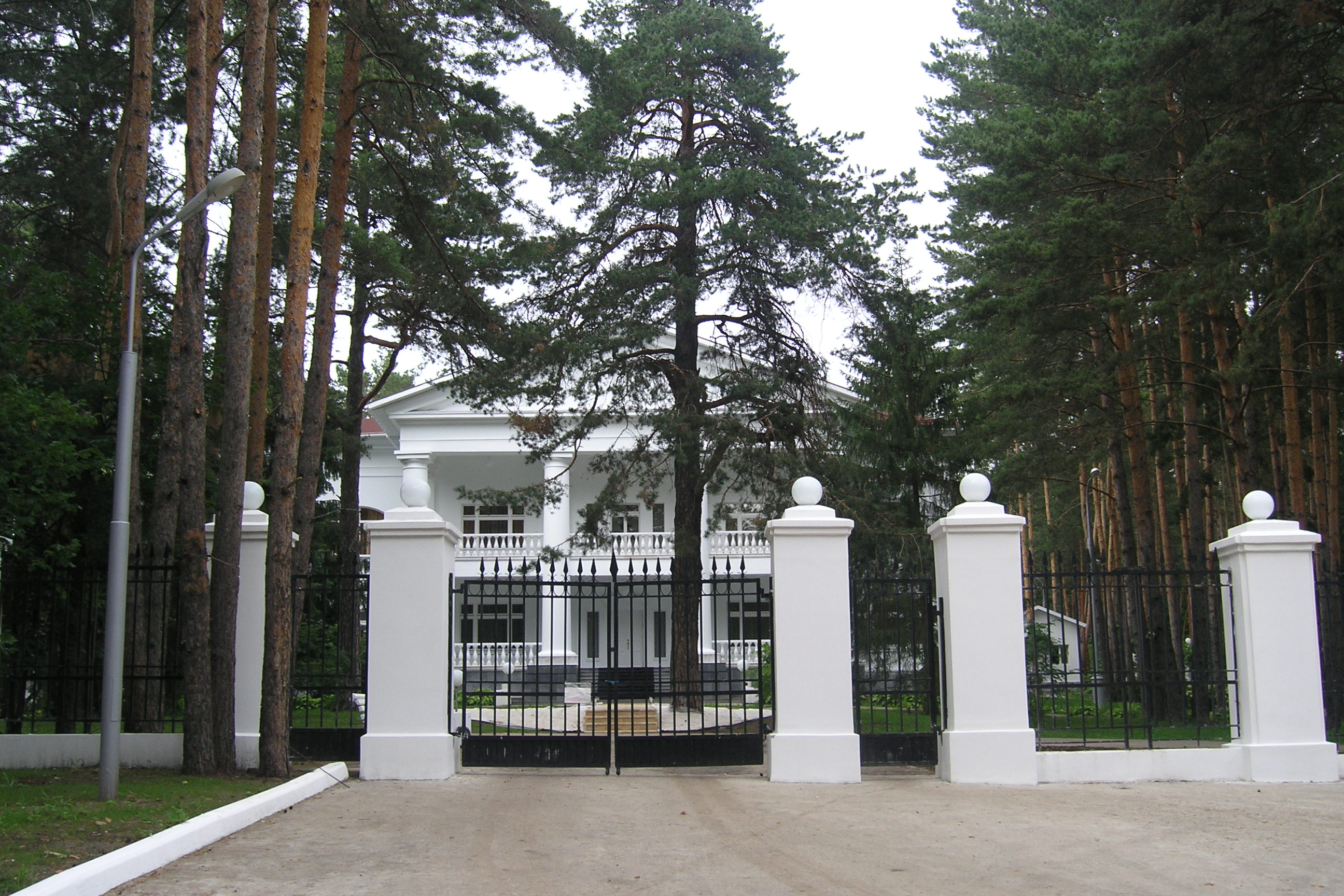
Здание бывшей гостиницы «Белокаменная»

- Первые щитовые дома — комплекс зданий 1950—1958 года постройки, Портпосёлок, Комсомольское шоссе, 2, 4, 6, 8, 9—14, 16, 18;
- Жилые дома  — 1950-х годов постройки, ул. Комсомольская, 50, 93. Угловое двухэтажное здание площадью 963 м.² (Комсомольская 93) сдано в декабре 1959 года как жилой дом на 18 квартир с двумя магазинами. Застройщиком выступал горисполком Ставрополя. В настоящее время здание переведено в нежилой фонд, используется для офисов и магазинов[13]. Дом по адресу Комсомольская 50 построен в 1956 году. В 2003 году фасад здания подвергался ремонту[14].
- Гостиница «Волна» — 1954 год (по другим данным — 1959[15], ул. Садовая, 57. Здание было спроектировано как типовая гостиница на 104 места, однако из-за малой площади застройки «Гипрокоммунпроект» переработал проект под 54 места. Фасад зданий украшен 4 плоскими полуколоннами с лепниной, между колоннами по два балкона. Центральное окно 2 этажа украшено рельефной аркой с розетками. Над ним — рельефное название «Волна». при ремонте в 2001 году была утрачена лепнина, украшавшая весь карниз здания. В 2011 здание отреставрировано, ныне в нём располагается следственный отдел СК РФ[16].
- Комплекс жилых домов — 1953 года, ул. Карла Маркса, 39, 50, 52, Молодёжный б-р 2. Дом по адресу ул. Карла Маркса 39 строился в 1954—1958 годах, застройщиком выступал завод «Волгоцеммаш», с декабря 1958 года на первом этаже здания работает аптека. Дом 50 по ул. Карла Маркса сдан 22 декабря 1959 года, построен по типовому проекту на 35 квартир, заказчиком выступил завод «Синтезкаучук», застройщиком — дирекция завода ртутных выпрямителей, подрядчиком — СМУ № 3 КГС. Дом 2 по Молодёжному бульвару построен по типовому проекту на 35 квартир, сдан в декабре 1959 года, первоначально в здании размещались магазин «Спорттовары» и парикмахерская артели «Заря», затем — «Гастроном». В 2001 году был значительно изменён фасад в сторону увеличения витринной части.
- Здание кинотеатра «Буревестник» — 1954 года, ул. Карла Маркса, 27, отреставрировано в 2002 году;
- Здание почтамта — ул. Карла Маркса, 46, построено в 1955 году, архитектор Дятлова. На пермо этаже располагался Дом связи, на втором — квартиры. В 2007 году здание отреставрировано.
- Комплекс жилых домов — 1952—1954 годы, ул. Жилина, 2, 3, 4, 5, 6, 7, 8, 10. Дом по ул. Жилина 2 построен в 1958 году заводом «Волгоцеммаш» по типовому проекту без архитектурных украшений. В здании 24 квартиры с балконами.
- Пожарная каланча — 1952 год, ул. Комзина, 6;
- Пожарная каланча — 1952 год, ул. Комсомольская, 119;
- Здание общеобразовательной школы № 1 в перенесённом городе — строилось в 1951—1957 годах, ул. Горького, 88. Сейчас в здании находится школа № 4.

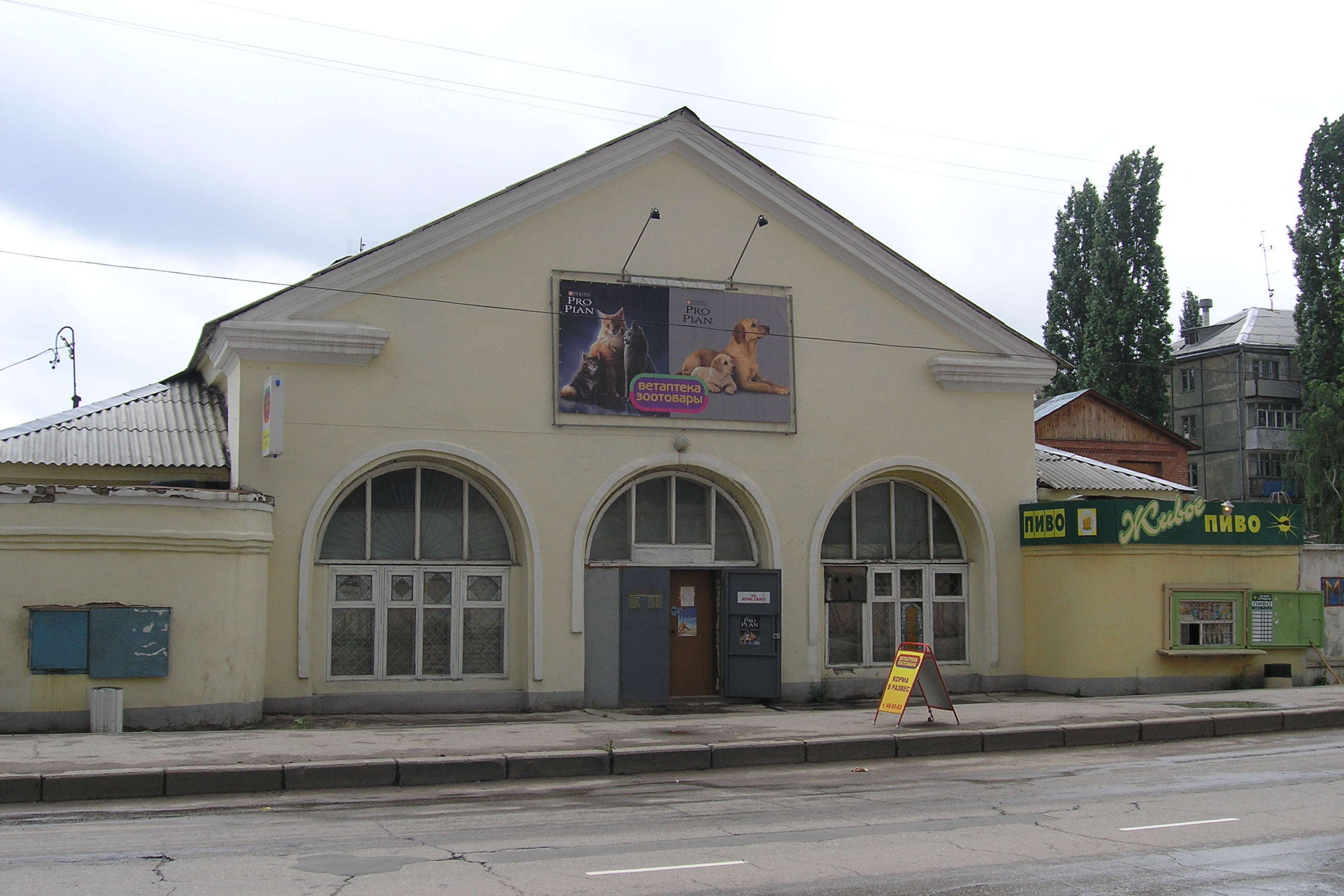
Первый магазин Ставрополя после переноса города

- Здание первого железнодорожного вокзала — 1952—1954 годов постройки, улица Железнодорожная, 14[17];
- Ансамбль исторической застройки поселка Комсомольский — 1950-е года постройки. Здания представляют градостроительную историко-культурную ценность[18].
  - Здание по адресу улица Коммунистическая, 57 построенл в 1954—1955 годах. Архитекторы З. Л. Зельцер и Ошер Файвышевич Басок. Представляет собой двухэтажный жилой дом на 12 квартир. Фасад здания выходит на улицу Коммунистическую, украшен треугольным фронтоном , под которым лоджии с колоннами. Архитектурным дополнением является арочный проходи между домом № 59.
  - Двухэтажное здание по адресу улица Коммунистическая, 59 построено в 1954—1955 годах. Архитекторы З. Л. Зельцер и О. Ф. Басок. Является Г-образным жилым домом на 18 квартир, с фасадами на улицы Тюленина и Коммунистическую. На здании установлена памятная доска заслуженному строителю РСФСР Д. В. Еремееву.
  - Здание жилого дома по адресу улица Коммунистическая, 61. Спроектировано архитекторами И. Г. Роммом, О. Ф. Басок, Владимир Петрович Мухиным, построено в 1953—1958 годах для работников Куйбышевгидростроя. Двухэтажное здание Г-образной формы, на 18 квартир. Фасад с двумя угловыми треугольными фронтонами выходит на улицы Коммунистическую и Тюленина. Под фронтонами находятся лоджии с двумя колоннами. Под окнами первого этажа стены украшены декоративными элементами в форме балясин[19].
  - Здание жилого дома, улица Коммунистическая, 63. Построено в 1955 году, автор — архитектор И. Г. Ромм. Является двухэтажным жилым здание на 12 квартир с фасадом на улицу Коммунистическую. С 1956 года на первом этаже размещались промтоварный и обувной магазины, затем в правом крыле парикмахерская, а сейчас отделение полиции. В левом — библиотека.
  - Здание по адресу улица Коммунистическая, 65. Трёхэтажный жилой дом на 18 квартир построен в 1955 году по проекту архитектора И. Г. Ромма. Здание имеет два угловых фронтона, под ними балконы с окнами арочной формы.
  - Здание жилого дома, улица Матросова, 1. Построено в 1955 году, архитектор — И. Г. Ромм. Трёхэтажное здание на 24 квартиры находится на пересечении улиц Коммунистической и Матросова. На первом этаже находится аптека, украшенная лепниной.
  - Здание жилого дома, улица Матросова, 3. Построено по проекту И. Г. Ромма в 1954 году. Это трёхэтажный жилой дом на 12 квартир. Фасад украшен треугольным фронтоном, под которым надпись — 1954. Центральное окно третьего этажа украшено аркой.
  - Здание жилого дома, улица Матросова, 7. Построено по проекту И. Г. Ромма в 1954 году. Это трёхэтажный жилой дом на 12 квартир. Фасад украшен треугольным фронтоном, под которым надпись — 1954. Центральное окно третьего этажа украшено аркой.
  - Жилой дом по адресу улица Матросова 9/Мурысева 72. Построено в 1958 году по проекту И. Г. Ромма. Это здание трёхэтадного жилого дома на 18 квартир, Г-образной формы, с магазином на первом этаже. Интерьер магазина богато декорирован, по углам находятся плоские колонны с фигурными капителями, в проходах арки.
  - Здание по улице Тюленина, 3. Архитектор И. Г. Ромм, построено в 1954 году как двухэтажный жилой дом на 8 квартир работниками института Ленгипрогор. Является одним из первых капитальных здания Комсомольского района.
  - Здание жилого дома, улица Тюленина, 4. Построено в 1953—1954 годах. Архитекторы И. Г. Ромм и Л. И. Игнатьева. Двухэтажный жилой дом на 8 квартир с магазином на цокольном этаже.
  - Здание столовой, улица Тюленина 6. Построено в 1954 году. Окна первого этажа высокие. арочной формы, на втором этаже окна широкие. но прямоугольные. Изначально на первом этаже находилась столовая, а на втором — кафе «Волна». В настоящее время фасад здания незначительно изменён по сравнению с первоначальным.
  - Здание жилого дома, улица Тюленина, 8. Построено в 1954 году по проекту архитектора Б. Н. Гренгамера. Это двухэтажный жилой дом на 12 квартир. Зданеи отличается от окружающих своеобразной архитектурой: имеет два фронтона, под которыми арочные окна, на втором этаже 2 балкона.
  - Здание жилого дома, улица Тюленина, 10. Построено в 1954 году по проекту И. Г. Ромма. Двухэтажный жилой дом на 8 квартир. построенный работниками института Ленгипрогор.
  - Здание школы на улице Матросова, 5. Построено в 1954—1955 годах по проекту И. Г. Ромма. Двухэтажной здание с фронтоном, украшенным лепным орнаментом неправильной формы, возможно с утраченным ныне изображением.
- Комплекс жилых домов — 1954 год, Центральная площадь, 2, 6. ул. Мира 73;
- Первый магазин в перенесённом Ставрополе — 1954 год, ул. Комсомольская 38. Архитектор Л. В. Мелега. Первоначально в здании находился продуктовый магазин на 6 рабочих мест, затем магазин «Овощи-фрукты». Здание до сих пор сохранило первоначальную функцию.
- Здание хлебозавода в посёлке Комсомольский — 1952 год, ул. Матросова, 13. Памятник советской промышленной архитектуры 1950-х годов. Построено силами КГС по приказу И. В. Комзина. Центральная часть здания двухэтажная с третьим полуэтажом, боковые крылья одноэтажные. Фасад здания украшен резными карнизами и плоскими полуколоннами. На фасаде здания выложена надпись: «Хлебозавод 1952». Единственный образец памятников промышленной архитектуры в Тольятти[20]. Постановлением Правительства Самарской области зданию отказано во включении в единый государственный реестр объектов культурного наследия[21]
- Здания, образующие единую зону по улице Матросова — 1958—1959 года, ул. Матросова, 1, 3, 5, 7, 9. Каждое из зданий имеет своего автора-планировщика, но в целом они образуют единый комплекс. Дом № 9 строился c ноября 1956 года, принят в декабре 1958 года. Автор проекта — архитектор «Ленгипрогора» Илья Георгиевич Ромм, застройщиком выступал мясокомбинат. Фасад здания украшен двумя фронтонами, под мини арки и лоджии с колоннами по краям. На первом этаже располагается магазин, интерьер которого богато украшен лепным декором. В углах помещения плоские колонны в коринфском стиле, украшенные капителями с акантовыми листьями в 3-х уровнях, в проходах — полукруглые арки с розетками в виде стилизованных распустившихся цветов[22].
- Здание школы № 5 — 1954 г., ул. Октябрьская, 57; являлось первым школьным зданием в перенесённом Ставрополе.

## Монументальные памятники

### Именные памятники

Памятник-бюст Виктору Носову

Памятник Евгению Никонову у школы № 19

Памятник А. А. Любищеву в институте экологии Волжского бассейна

Памятник И. В. Комзину

Памятник Д. И. Карбышеву

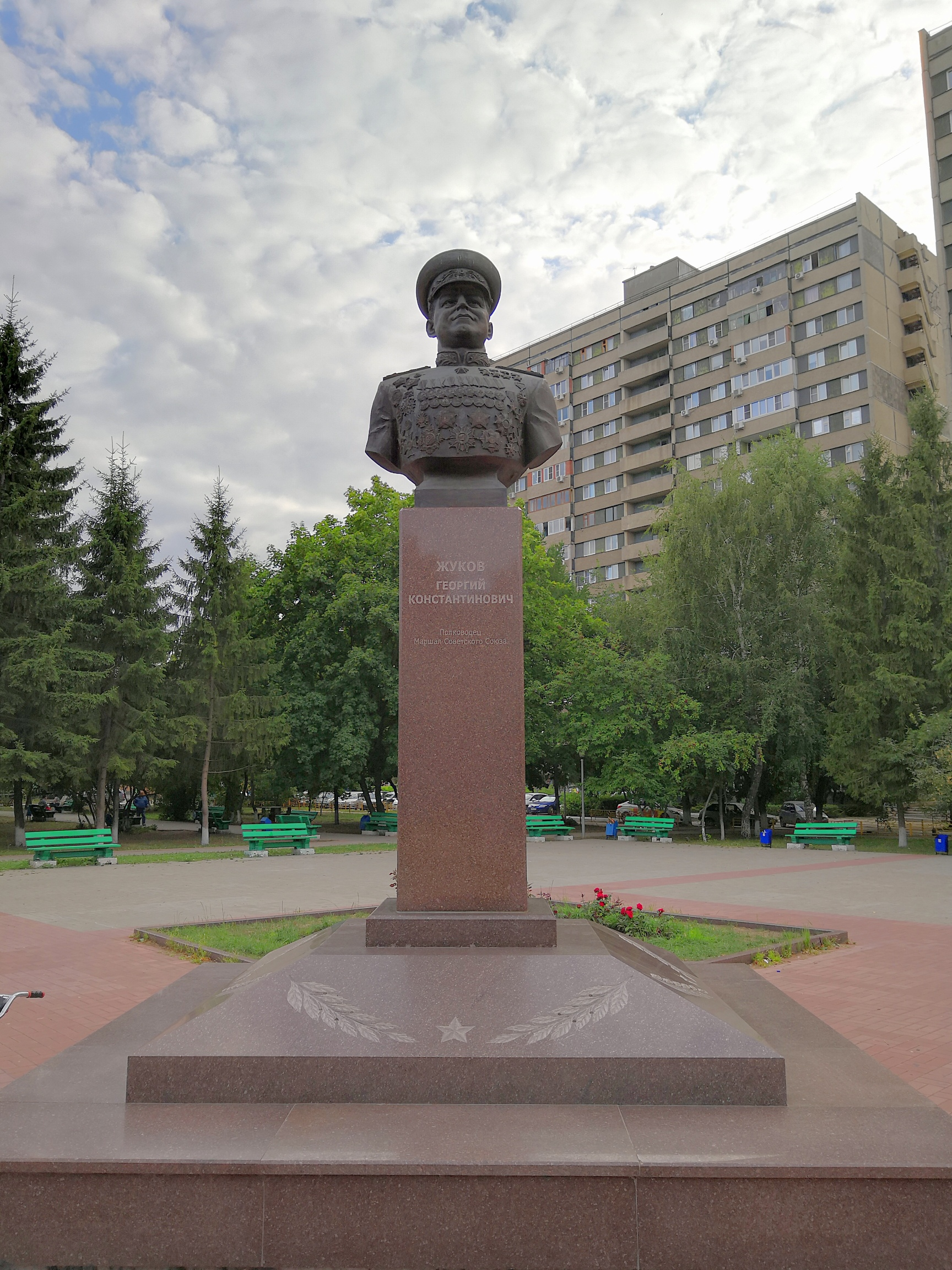
Памятник-бюст Георгию Жукову

Памятник Николаю Абрамову

- В. И. Ленину — открыт 4 апреля 1967 года, ул. Новозаводская, центральная проходная завода «ТольяттиКаучук». Высота постамента — 2,5 м, фигуры — 2,2 м. Постамент из оштукатуренной кирпичной кладки, фигура из бетона, тонированного под бронзу. Представляет, в первую очередь, историческую ценность[23].
- Памятник-бюст В. П. Носову, Герою Российской Федерации и мемориальная доска ученикам школы № 1, погибшим в годы Великой Отечественной войны — открыты 8 мая 1967 года, ул. Горького 88, средняя школа № 4. Памятник установлен на территории бывшей школы № 1. На мемориальной доске постамента текст: «Виктор Петрович НОСОВ (1923—1945), летчик-герой Великой Отечественной войны. Воспитанник школы № 1». Постамент памятника высотой 2,5 м облицован серыми мраморными плитами. Бюст — 40х80х90 см, выколотка, алюминий, тонированный под бронзу. Скульптор: Фролов А. И. (по другим данным Н. И. Колесников[24]). Памятник представляет художественную и историческую ценность.
- Стела В. В. Баныкину открыт 15 ноября 1967 года, Портпосёлок, берег водохранилища. Автор — художник Корнилов В. Г.;
- Мемориал умершим в годы Великой Отечественной войны открыт в 1958 году, перестроено в 1975. Портпосёлок, берег водохранилища;

памятное место воинам, погибшим от ран в годы Великой Отечественной войны, открыт 15 ноября 1967 года, Портпосёлок, берег водохранилища. Автор — художник Корнилов В. Г.
- Памятник-бюст В. И. Жилину — Герою Советского Союза — открыт 7 мая 1975 года, Центральный район, кладбище на улице Баныкина 41; автор: скульптор Н. И. Колесников.
- Памятник-бюст Гаю Г. Д. — 1977 год, бульвар Будённого 9, средняя школа № 33. Скульптор Сурен Назарян, архитектор Корш (Золоторев).
- Памятник-бюст Ф. Э. Дзержинского — 1977 год, бульвар Королёва 6, средняя школа № 36; автор И. С. Бурмистенко (в настоящее время отсутствует).
- Мемориал Е. А. Никонова, Героя Советского Союза — открыт 9 мая 1979 года, Площадь Никонова. Авторы: скульптор Мартынов Л. С., архитекторы Жуков В. И., Тимофеев И. К.;
- Памятник-бюст Героя Советского Союза Е. А. Никонова, ул. Карла Маркса 59, средняя школа № 19. Открыт 17 декабря 1980 года, . Открытие было приурочено к 60-летию со дня рождения Героя. Высота пьедестала 2,1 м, бюста — 60 см. Пьедестал изготовлен из бетона, облицованного белыми мраморными плитами. Бюст — выколотка из листовой меди. Автор — скульптор Л. С. Максимов[25]. Памятник представляет историческую ценность[26].
- Памятник В. И. Ленину — открыт 22 апреля 1980 года, Центральный район, Центральный парк культуры и отдыха. Первоначально памятник находился на территории санатория «Лесное», когда он появился там не установлено. «Принимая во внимание удаленность расположения от общественно-культурного центра города и в целях включения памятника в торжественные общегородские мероприятия, связанные с именем Ленина», скульптуру перенесли из санатория в Центральный парк. Проект переноса и реконструкции принадлежит скульптору Колесникову Н. И. Памятник серийный. Ленин изображён в минуту выступления. Его правая рука в призыве обращена к народу. Образ создан Алексеевым Г. Д.. После встречи с Лениным в ноябре 1918 года автор создал скульптуру «Призывающий вождь». В 1924 году правительственной комиссией по увековечению памяти Ленина эта работа была утверждена для широкого воспроизводства во многих городах Советского Союза. Материал — бетон, тонированный под бронзу, постамент из бетона, облицованного мраморными плитами. Высота постамента — 5 м, фигуры — 3 м. Представляет историческую ценность.[27]
- Памятник-горельеф Ульяне Громовой — Герою Советского Союза — открыт 6 мая 1988 года, ул. Громовой. Скульптор Мартынов Л. С. Материал — кованая медь. Размеры: 3x4 метра.
- Памятник-бюст Викторову К. Н. — Герою Советского Союза — 1988 года, Центральный район, кладбище на лице Баныкина;
- Памятник-бюст Карлу Марксу — открыт 5 мая 1989 года на пересечении ул. Карла Маркса и площади Свободы. В 2007 году отлит заново после атаки вандалов[28]; автор: скульптор И. С. Бурмистенко.
- Памятник Любищеву А. А. — 1992 год, Портпосёлок, территория института экологии;
- Памятник Татищеву В. Н. — основателю города Тольятти — открыт 2 сентября 1998 года, Портпосёлок, берег водохранилища; авторы: скульптор Рукавишников А. И., архитектор проекта А. Кочаковский.
- Памятник-бюст Семизорову Н. Ф. — открыт 8 августа 2002 года, ул. Белорусская, 33, перед зданием административного корпуса мэрии Тольятти. Автор проекта: Р. С. Ибоян, скульптор: Е. С. Василик. Материал: чёрный гранит.
- Памятник-бюст генералу Карбышеву — открыт 11 сентября 2003 года у входа в Тольяттинский военный инженерно-технический университет[29]; авторы: скульптор Ю. П. Гаврилёнок, архитектор М. В. Демидовцев.
- Памятник-бюст Маршалу Жукову — открыт 8 мая 2005 года, к шестидесятилетию Победы в Великой Отечественной войне, сквер в 11-м квартале на пересечении ул. Жукова и Фрунзе; автор: Кузнецов А. М.
- Памятник-бюст Ивану Комзину — открыт в 12 августа 2005 года, в год 100-летия со дня рождения Комзина, Портпосёлок, Комсомольское шоссе 1, средняя школа № 22. Именно это образовательное учреждение было первым социальным объектом в Портпосёлке. Авторы: архитектор Рустам Ибоян, скульптор-литейщик Виктор Фомин и скульптор Елена Василик.
- Памятник-бюст Полякову В. Н. — открыт 19 апреля 2007 года у входа в административное здание ОАО «АвтоВАЗ». Авторы: скульптор А. Головнин, скульптор-литейщик В. Фомин.
- Памятник Красюку И. А. — открыт 15 июля 2009 года у проходной завода ОАО «КуйбышевАзот». Авторы архитектор В. Зубков, скульптор Е. Василик
- Памятник Владимиру Ильичу Денисову — открыт 1 сентября 2009 года, микрорайон Поволжский.[30]
- Памятник Николаю Вартановичу Абрамову — открыт 12 сентября 2016 года у главного входа дворца культуры «Тольятти»
- Памятник-бюст Королёву С. П. — открыт 29 мая 2017 года во дворе школы имени С. П. Королёва.
- Памятник казаку Диомидию П. И. — открыт 2 сентября 2018 года на территории храма в честь Святителя Тихона, Патриарха Московского и Всея Руси (ул. Лизы Чайкиной, 28А). Скульптор: Батиев И. К.

### Памятники-символы

История транспорта. Паровоз

Памятник преданности

«Скорбящий ангел»

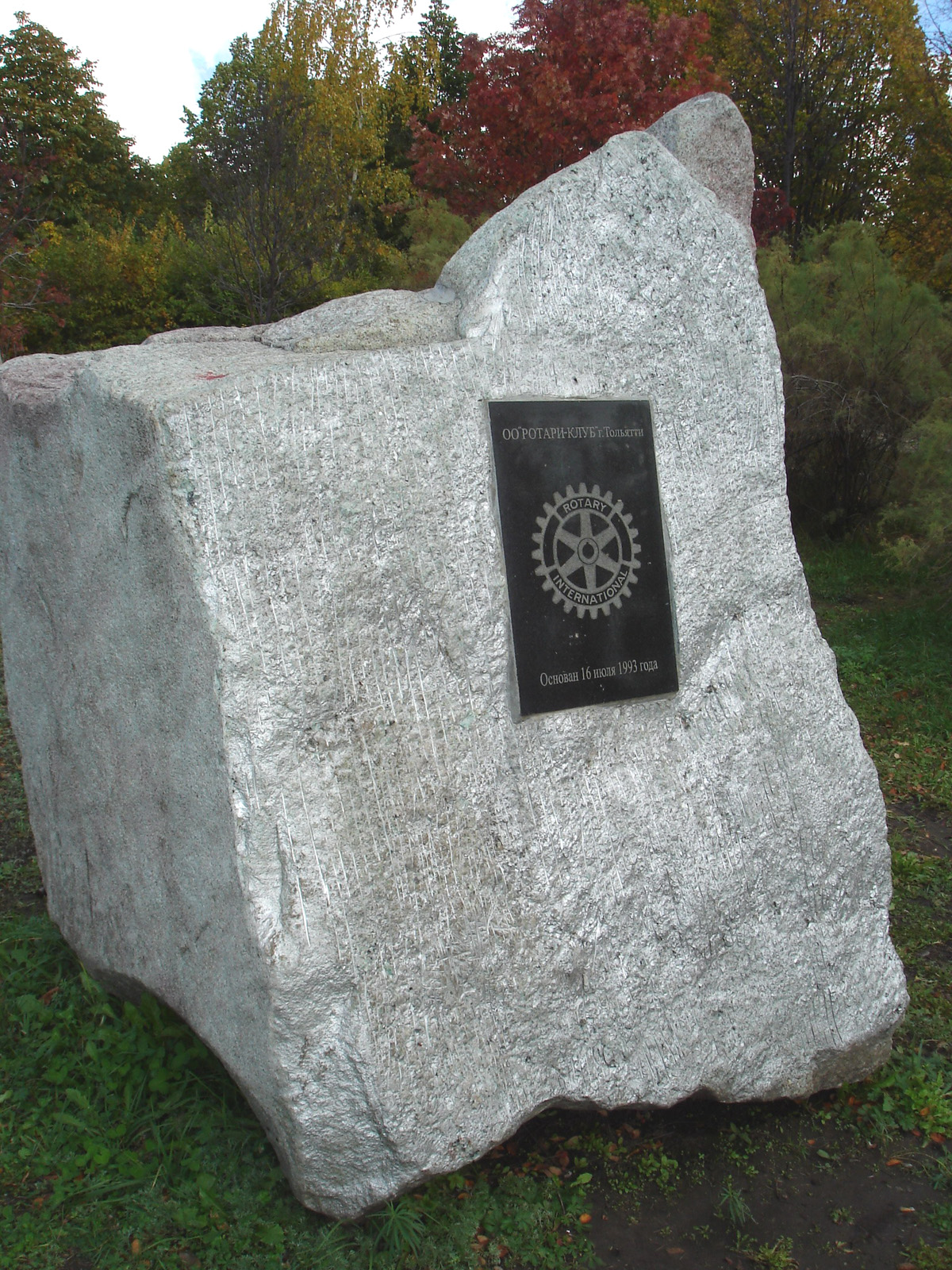
Памятник Ротари клубу

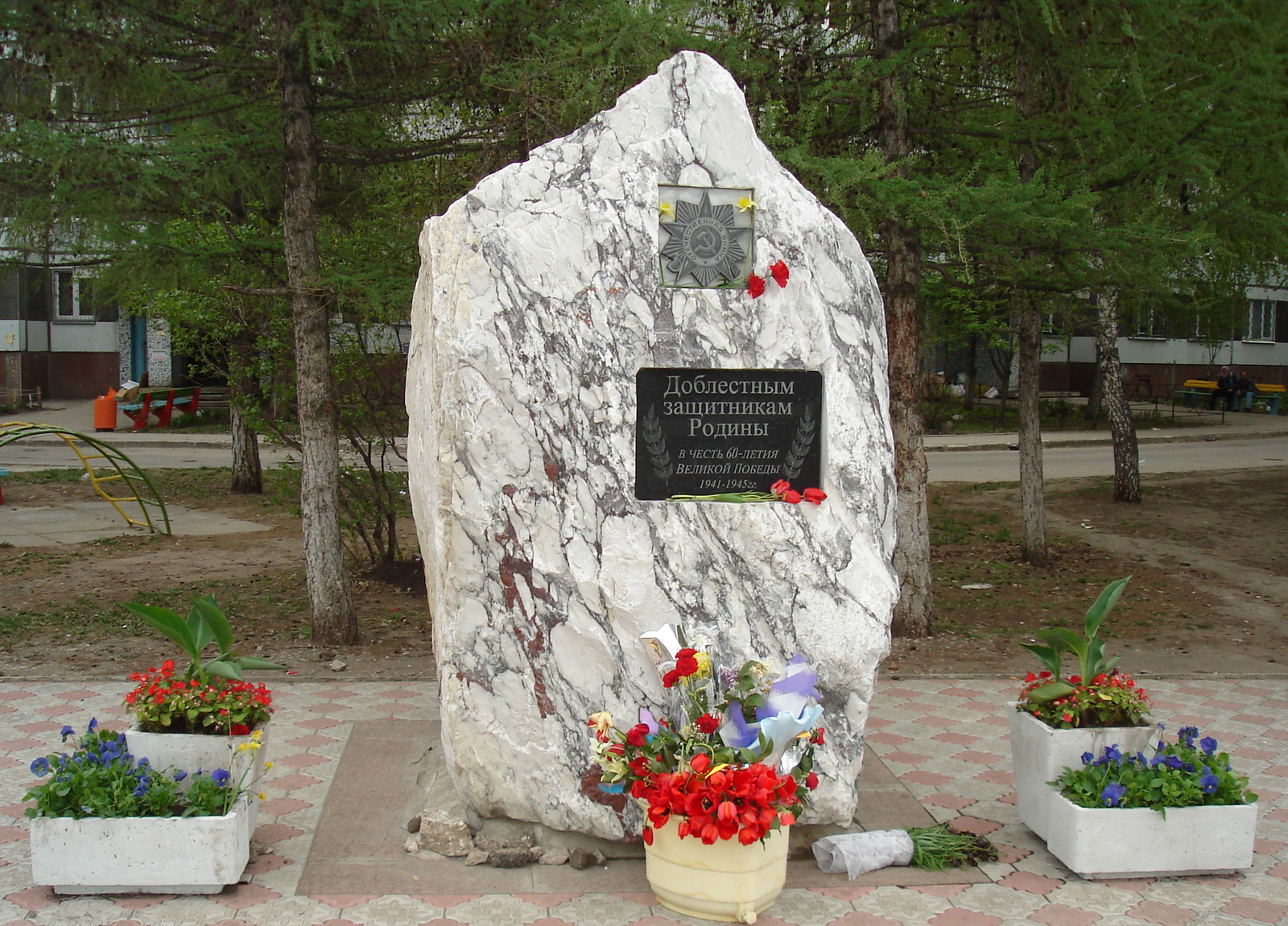
Памятник 60-летию Победы (архитектор Марк Демидовцев)

Памятник награждённым званием Героем России и Орденом Мужества

Памятник погибшим в Афганской войне

Мемориальный памятник Ушакову

Памятник погибшим защитникам Отчечества

- Обелиск Славы — открыт 26 октября 1958 года, Центральный район, Площадь Свободы, образец монументальных памятников города;
- Памятник-аллегория «Рабочая гордость» — 1965 год, ул. Новозаводская, площадь перед заводом Волгоцеммаш. Автор — Ю. И. Боско.
- Монументально-мозаичная стела-панно «Радость труда» — 1977—1978 годы, находится у южного входа Дворца спорта, Приморский бульвар 37. Общая протяжённость по периметру — около 100 метров, высота около 5 метров. Автор художник-монументалист Королев Ю.
- Монумент-памятник на месте захоронения капсулы с обращением комсомольцев к молодёжи 2017 года — открыт 27 октября 1978 года на Молодёжном бульваре. Плита капсулы времени (змеевик, 40×40×2 см) установлена на стилобате монумента. На горизонтально лежащей доске надпись «Вскрыть в 2017 году» [31]. Авторы скульптор И. С. Бурмистенко, архитектор Ю. М. Кононов.
- Мемориал в честь 40-летия Победы в Великой Отечественной войне — 1985 год, Автозаводской район, Парк Победы. Авторы архитектор Виноград Семён Михайлович, скульптор Ш. Зихерман.
- Памятник-стела воинам-интернационалистам — открыт 17 октября 1987 года в Центральном районе на Баныкинском кладбище, автор Т. Пономарева. Был выполнен в виде двух стел, облицованных красной гранитной плиткой, в верхней части каждой стелы находилась звезда. Справа и слева размещались две плиты в форме трапеции с фамилиями и званиями погибших. За годы памятник без надлежащего присмотра обветшал, плитка стала крошиться и отпадать, а находившиеся на вершине стел звезды в любой момент могли упасть. Была создана инициативная группа по реставрации памятника, но в итоге было решено, что он не подлежит восстановлению. На пожертвования горожан объёмом более 1 миллиона рублей в 2009 году был построен новый памятник. Памятник из более прочного материала — мрамора в большой степени повторяет стилистику прежнего памятника, но не копирует его полностью. Открытие обновлённого памятника состоялось 28 октября 2008 года[32]
- Мемориальный комплекс «Учащимся, погибшим в годы Великой Отечественной войны» — мемориальная доска с 77 фамилиями, самолёт МиГ-15, открыт 6 мая 1988 года, ул. Мира, 121, средняя школа № 1. Авторы: скульптор Бурмистенко И. С., старший инженер технического отдела ПККГС Храмов В. Е., проектант Петров В. Д. Самолёт доставили из Кинель-Черкасского ДОСААФ. На пилоне закреплена мемориальная доска размерами 100 х 60 см, выполненная травлением по латуни с текстом: «Экипажу бомбардировочного 51-го минно-торпедного авиаполка Краснознамённого Балтийского флота, погибшему 13 февраля 1945 года при совершении огненного тарана фашистского транспорта в водах Балтики у мыса Риксгефт. Героический подвиг командира экипажа Виктора Носова — выпускника Ставропольской средней школы, штурмана Александра Игошина и стрелка-радиста Фёдора Дорофеева навсегда сохранится в нашей памяти». Мемориальные доски с именами погибших представляют собой две вертикальные полосы (50 х 200 см) из силумина, на которых набраны фамилии и имена учеников школы № 1, погибших в Великой Отечественной войне. На досках 77 фамилий, но последующие исследования показали, что было ещё 7 воинов, чьи фамилии не попали на доски.[33]
- Памятник воинам-афганцам — установлен в 1994 году, Автозаводской район, Парк Победы, автор Н. Колесников;
- Горельеф «Прощание» — появился 9 мая 1995 года в посёлке Фёдоровка, ул. Ингельберга 1В. Авторы: скульптор А. Кузнецов, архитекторы Ю. М. Кононов и Ю. Мозжухин. Памятник установлен у здания поселковой администрации. В центре горизонтального блока 6 плит с именами и фамилиями 90 фамилий погибших и надпись «Они ушли из нашего села и не вернулись с поля боя». Справа от плит находится горельеф из меди: мать, провожающая сына на фронт. Размеры горельефа: 205×115 см. Над фигурами висит колокол. Основание памятника выполнено из бетона и гранита[34].
- Памятник «Дружба народов» — 12 июня 1999 года, ул. Жилина. Создан в Армении и доставлен в Тольятти на пожертвования армянской общины города. Представляет собой барельефную стелу из красного туфа. На стеле орнаментальная резьба с изображением символов: орёл — гордость, символ достоинства каждой нации, круг — вечность, плоды граната — богатство, побег дерева — жизнь. Надпись на стеле гласит «Навеки вместе». Архитектор Ратч Богосян. В 2012 году памятник капитально реконструирован.
- Памятник-символ «За отвагу» — ул. 40 лет Победы, 10, установлен 27 мая 2005 года на территории школы № 93. Автор А. Щербина.
- Мемориал «Жертвам политических репрессий» — в честь жертв политических репрессий, открыта 30 октября 2005 года, Центральный район, городской парк. Авторы скульпторы А. Пронюшкин, И. Бурмистенко, архитектор И. Прокопенко.
- Памятник «Военнослужащим, погибшим при исполнении воинского долга» — Автозаводской район, недалеко от стен Преображенского собора заложено 37 мемориальных плит с портретами тольяттинцев с аллеи Памяти. Также воздвигнут пятиметровый обелиск с изображением летящего сокола. Автор: архитектор Виктор Зубков, победивший в конкурсе на лучший проект памятника, проведённый в 2003 году. Открыт 9 декабря 2005 года.
- Стела «Устремление» — в знак дружеских отношений Тольятти и городов-побратимов: Вольфсбурга, Флинта, Казанлыка, Лояна и Надьканижа. Расположена на пересечении Молодёжного бульвара и ул. Карла Маркса. Памятная доска открыта в 2012 г., позже открыта сама стела по проекту Геральда Кривощёкова.
- Ожидание солдата — открыт 22 июня 2020 года в 4 утра в Парке Победы. Автор — Зураб Церетели.

### Скульптурные композиции

Памятник влюблённым установленный на территории Тольяттинской ТЭЦ

- Монументально-скульптурные композиции из серии «История транспорта» — 3 композиции появились в 1977—1979 годах, Автозаводской район, ул. Революционная, главная эспланада, авторы Народный художник СССР А. В. Васнецов и архитектор Е. Иохелес.
- Памятник техническому прогрессу (Монументально-скульптурная композиция подлинных крупногабаритных предметов) — бульвар Ленина 22, перед зданием Тольяттинского краеведческого музея. Автор — художник-проектировщик Владимир Семёнович Никитин. Памятник открыт в сентябре 1983 года, представляет собой композицию из трёх частей: венец цементной печи, выпущенной заводом «Волгоцеммаш»; ковш экскаватора, вынувшего первый ковш земли во время строительства корпуса вспомогательных цехов «Автоваза»; лопатка от первой турбины Волжской ГЭС. Первоначально задумывалась как экстерьерная экспозиция исторической советской экспозиции, открывшейся в музее 5 ноября 1984 года. Скульптурная композиция должна была показать основные этапы становления Тольятти как крупного промышленного центра. Материал памятника: бетон и металл, размеры 3,5×4 м. Памятник представляет историческую ценность[35].
- Скульптурная композиция «Сон» — 1987 год, площадь перед кинотеатром «Сатурн». Осенью 1987 года в Тольятти проводился первый в России симпозиум скульпторов, работающих по камню. Он проходил в рамках мероприятий, посвящённых 250-летию основания Ставрополя — Тольятти. Работы, выполненные скульпторами из разных городов, остались на тольяттинских улицах. «Сон» — одна из этих композиций. Автор скульптуры Табаровская Татьяна Владимировна (Москва). Скульптура напоминает образ Алёнушки, героини народной сказки. Округлость форм, мягкие светотеневые переходы подчёркивают состояние покоя, в котором пребывает фигура. Материал фигуры (115×96×56 см): туф, постамента (104×67×20 см): гранит. Перенесена в октябре 2019 года в парк Победы
- Скульптурная композиция «На берегу» — 1987 год, Автозаводской район, Парк Победы, скульптор Кравченко В. В.
- Скульптурная композиция «Лето» — 1987 год, спортивный комплекс «Олимп», Приморский бульвар, 49; скульптор Блонский А. М.
- Скульптурная композиция «Танец» — 1987 год, первое комплексное общежитие, ул. Революционная. Автор скульптор Замахина Н. А. (Москва). Размеры скульптуры 2×2×0,9 м, материал — туф.
- Монументально-скульптурная композиция «За власть советов» — появилась 10 ноября 1987 года. По инициативе начальника политотдела УВД горисполкома Краснослободцева Е. Н. состоялось обращение к сотрудникам всех подразделений городского и районных УВД и ОВД, а также коллективам ставропольского райотдела и госбезопасности. Было решено для возведения скульптуры отчислить двухдневный заработок. Установлена перед зданием РОВД Комсомольского района (ул. Коммунистическая 120), а ранее находилась у зданию ТЮЗа на улице Лизы Чайкиной, но из-за постоянного вандализма в октябре 2000 года была перенесена под охрану милиции. Постамент из бетона и гранитной крошки, размеры 1×3×4 м. Фигуры 4×5 м, выколотка из листовой меди. Скульптор А. М. Кузнецов[36]. После атак вандалов у одной из фигур отсутствовала рука[37], при реставрации она была восстановлена не в авторском положении. Представляет художественную и историческую ценность. Авторы скульптор Кузнецов А.М, архитектор Кононов Ю. М., литье Фомин В. А.
- Памятник Преданности — памятник собаке, ждавшей своего хозяина, Автозаводский район, пересечение Южного шоссе и улицы Льва Яшина. Открыт 1 июня 2003 года.
- Скульптурная композиция «Николай чудотворец» — Центральная площадь, открыт 5 ноября 2004 года, скульптор Рукавишников А. И..
- Городская скульптура «Признание в любви» — перед зданием Дворца бракосочетания (ул. Революционная, 25). Открыт 2 июля 2011 года, автор скульптор Д. Власова.
- Городская скульптура «Студент, спешащий на занятия» — перед главным корпусом Тольяттинского государственного университета (ул. Белорусская,14), открыт 5 октября 2012 года, автор скульптор Е. Василик.
- Памятник влюблённым — расположен на территории Тольяттинской ТЭЦ. Изготавливался для установки перед отделом загс. Парень и девушка стоят внутри двух колец, глядя друг на друга. Влюблённый поддерживает свою девушку за локоть, чтобы она не упала от счастья, услышав предложение руки и сердца. Однако горком партии забраковал памятник: «фигура женщины в скульптуре не соответствует облику советской женщины»[источник не указан 3585 дней]. Несколько лет памятник пролежал на складах, после чего его установили на охраняемой территории.
- Мемориальный комплекс «Созидателям города», Центральная площадь. Состоит из скульптуры Святому Николаю Угоднику и звонницы рядом с ним.
- Памятник погибшим бойцам внутренних войск — представляет собой БТР-70, установленный на постамент. Появился в мае 2008 года. Микрорайон Шлюзовой, Федеральная трасса М5, рядом с территорией воинской части тольяттинского гарнизона 6622.
- Памятник святым Петру и Февронии — открыт 8 июля 2016 года (автор Константин Чернявский)
- Скульптурная композиция «Камера! Мотор!» — представляет собой кинокамеру, возле которой находится операторское или режиссёрское кресло. Объект торжественно открыт 27 августа 2018 года при церемонии открытия «Центра российского кино». В непосредственной близости от жилого многоквартирного дома ул. Фрунзе, 16 (Автозаводский район). Арт-объект выполнен из бронзы и латуни путем литья. Скульптор: член ТСХ «Солярис» Владислав Третьяков.

### Указатели улиц
- Памятный знак-указатель ул. В. И. Жилина — открыт 8 мая 1985 г., ул. Жилина. Скульптор: Колесников Н. И., архитектор А. Н. Колоярский. Материал: гранит.
- Памятный знак-указатель ул. Александра Матросова — май 1987 г., ул. Матросова. Архитектор Лопатин Валерий Серафимович. 23 февраля 1978 года на доме № 1 по улице Матросова была установлена мемориальная доска с текстом, поясняющим название улицы. В 1987 году её заменили на памятный знак-указатель.
- Памятный знак-указатель ул. Лизы Чайкиной — установлен 8 мая 1987 г., ул. Лизы Чайкиной. Скульптор Бурмистенко И. С., материал: алюминий.
- Памятный знак-указатель ул. И. В. Комзина — ноябрь 1987 г., ул. Комзина; скульптор А.И Пронюшкин, архитектор В. В. Мухин.
- Памятный знак-указатель улицы К. Вавиловой — открыт в 2002 году на пересечении улицы Вавиловой и улицы Ленина. Скульптор А. М. Кузнецов, исполнитель А. П. Харитонов.

### Памятные знаки
- Монумент «Слава труду» (Памятный знак «Строителям Куйбышевгидростроя») — Центральный район, городской парк. 3 ноября 1977 года на Центральной площади города был установлен закладной камень на месте будущего памятника строителям города. Камень простоял почти 30 лет, сам уже став своеобразным памятником. Однако он не укладывался в проект создания мемориального комплекса на площади. В 2006 году его перенесли в парк, оформили и открыли как монумент «Слава труду».
- Памятный знак в честь Победы — открыт 9 мая 1990 года, на пересечении ул. Победы и Молодёжного бульвара. Инициатором установки являлся совет ветеранов Тольятти. На знаке текст «Памятный знак установлен в честь 45-летней годовщины Победы советского народа в Великой Отечественной войне. Вечная память защитникам Родины. 9 мая 1990 г.»[38]

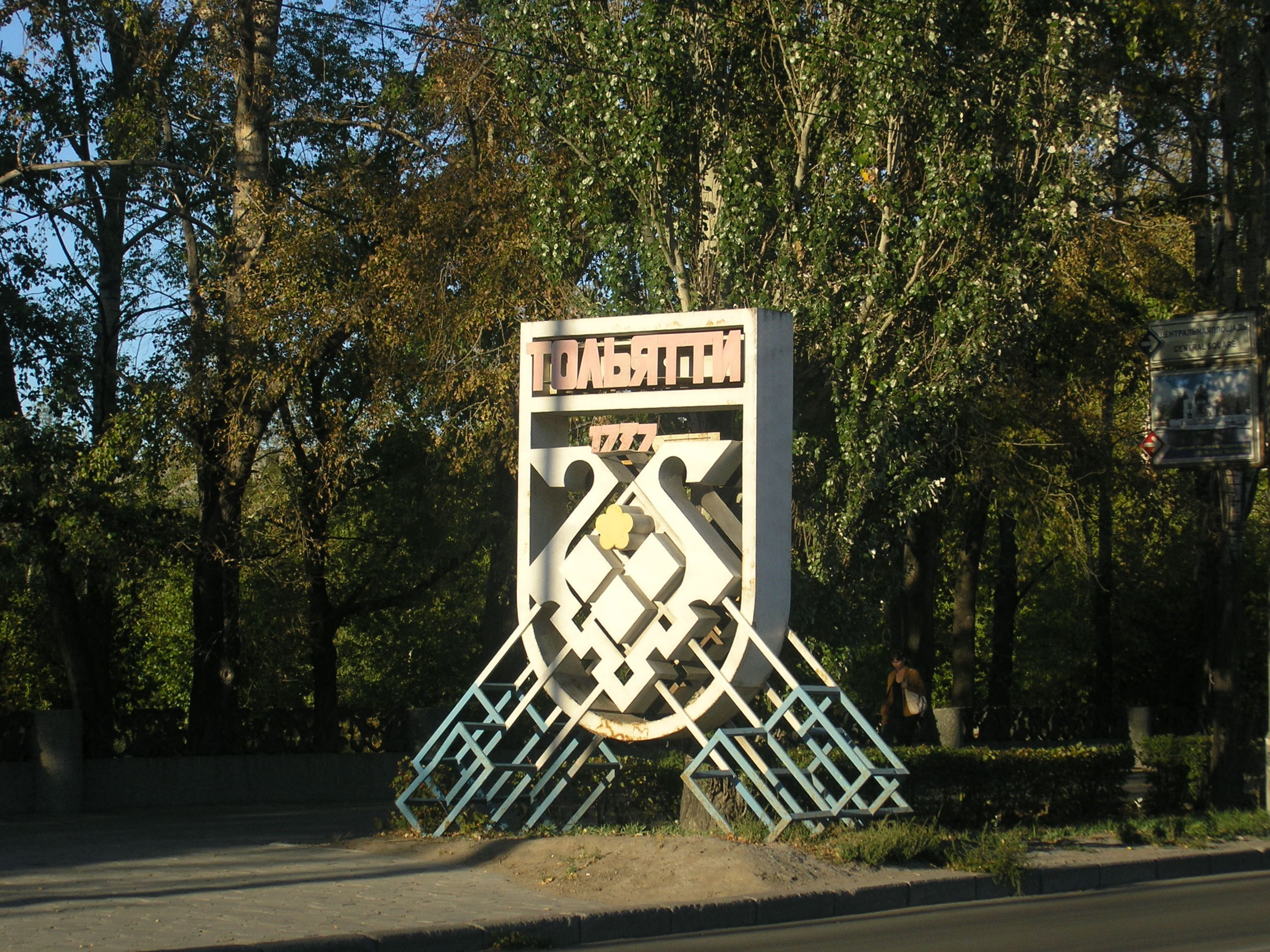
Памятный знак-герб города.

- Памятный знак в честь 60-летия победы в Великой Отечественной войне 1941—1945 гг. — бульвар 50 лет Октября, 23, аллея памяти на территории школы № 21. Установлен в 2005 году.
- Памятный знак в честь 60-летия победы в Великой Отечественной войне 1941—1945 гг. — сквер 14 квартала Автозаводского района, севернее школы № 78, архитектор М. В. Демидовцев, установлен в 2005 году.
- Памятный знак в честь ликвидаторов чернобыльской катастрофы и всех пострадавших от радиации и техногенных аварий — открыт 26 апреля 2008 года на бульваре Космонавтов у школы № 77, в которой есть музей «Память». Представляет собой вертикально установленную гранитную плиту. В левом верхнем углу изображён вертолёт, в честь вертолётчиков, проводивших разведку на разрушенном энергоблоке Чернобыльской АЭС, а затем сбрасывавшим мешки с реагентами внутрь блока. В правом верхнем углу — летящие журавли (по песне на стихи Расула Гамзатова «Журавли»: «Настанет день — и с журавлиной стаей я поплыву в такой же синей мгле, из-под небес по-птичьи окликая всех вас, кого оставил на земле»). Ниже и по центру стихи:

Часовые судьбы и случаи,

Те, что были и будут впредь,

Гибнут первые, гибнут лучшие,

Трудно первому уцелеть!
Ниже в центре земной шар, с надписями поверх: «Чернобыль — Челябинск-40 — Семипалатинск — Новая Земля — Тоцкое». Внизу надпись «Ликвидаторам Чернобыльской катастрофы и всем пострадавшим от радиационных и техногенных аварий».
- Памятный знак Тольяттинским воинам, погибшим при исполнении служебного долга на Кавказе, Парк Победы.
- Памятный знак в честь 250-летия Тольятти, представляет собой стилизованный герб Тольятти с указанной датой основания города — 1737 год. Установлен в 1987 году на входе в Центральный парк со стороны Центральной площади.
- Памятник сотрудникам ОВО (вневедомственной охраны), погибшим при исполнении своих обязанностей — отдел МОВО г. Тольятти, ул. Радищева, 10а.

### Монументальные панно и композиции
- Барельеф «Просвещение» — фасад средней школы № 33, бульвар Будённого, 9. Установлен в 1973 году. Изготовлен из алюминия путём выколотки, габариты 6 × 6 м. Рельеф установлен над входом в здание школы, грамотно размещён на плоскости стены, то есть композиция выполняет свою просветительскую функцию. Среди достоинств работы специалисты отмечают верные масштабы человеческих фигур, удачный пластический строй композиции, сочетание выступающих и отступающих поверхностей. К недостаткам относят неплотное прилегание к стене, из-за чего внутри барельефа гнездятся птицы, а также стальную конструкцию каркаса крепления к стене, оставляющую следы ржавчины на фасаде. Работы выполнена московскими художниками, чьи имена пока не установлены. По изобразительным качествам представляет художественную ценность[40].
- Горельеф «Спорт, труд, музыка» — школа № 28, бульвар Баумана, 3. Установлен в 1974 году. Изготовлен из алюминия путём выколотки, габариты 4 × 12 м. Рельеф находится на торцевой стене спортивного зала, то есть в стороне от основного потока школьников и не оказывает задуманного воздействия. Горельеф представляет художественную ценность[41].
- Монументально-декоративная композиция «Прометей»
- Горельеф «Школа, космос, труд» — средняя школа № 40. Установлен в 1975 году. Изготовлен из алюминия путём выколотки, габариты 4 × 12 м. Рельеф находится на торцевой стене спортивного зала, то есть в стороне от основного потока школьников и не оказывает задуманного воздействия. Выполнен в традиционной реалистической технике, с типовым же характером изображения: две фигуры учащихся, космические атрибуты (орбиты, звёзды, облака), летящая фигура космонавта, фигуры металлургов. Представляет историческую ценность.[42]
- Барельеф «Факел знаний» — фасад школы средней школы № 37, бульвар Будённого, 1. Установлен в 1977 году. Изготовлен из алюминия путём выколотки, габариты 6 × 6 м. Рельеф установлен над входом в здание школы, специалисты отмечают, что вся композиция слишком поднята вверх, а верхний элемент слева не связан с общей композицией, что несколько снижает художественные достоинства барельефа. Авторы — неизвестные московские художники. Представляет художественную ценность[43].
- Керамическое Панно адмирал Ф. Ушаков — открыто 27 сентября 2006 года, ул. Мира, 23. Находится на фасаде жилого дома, размеры 5×10 метров. Автор художник Шевченко В. В. Также планируется установить часовню и памятник в честь адмирала Ушакова.

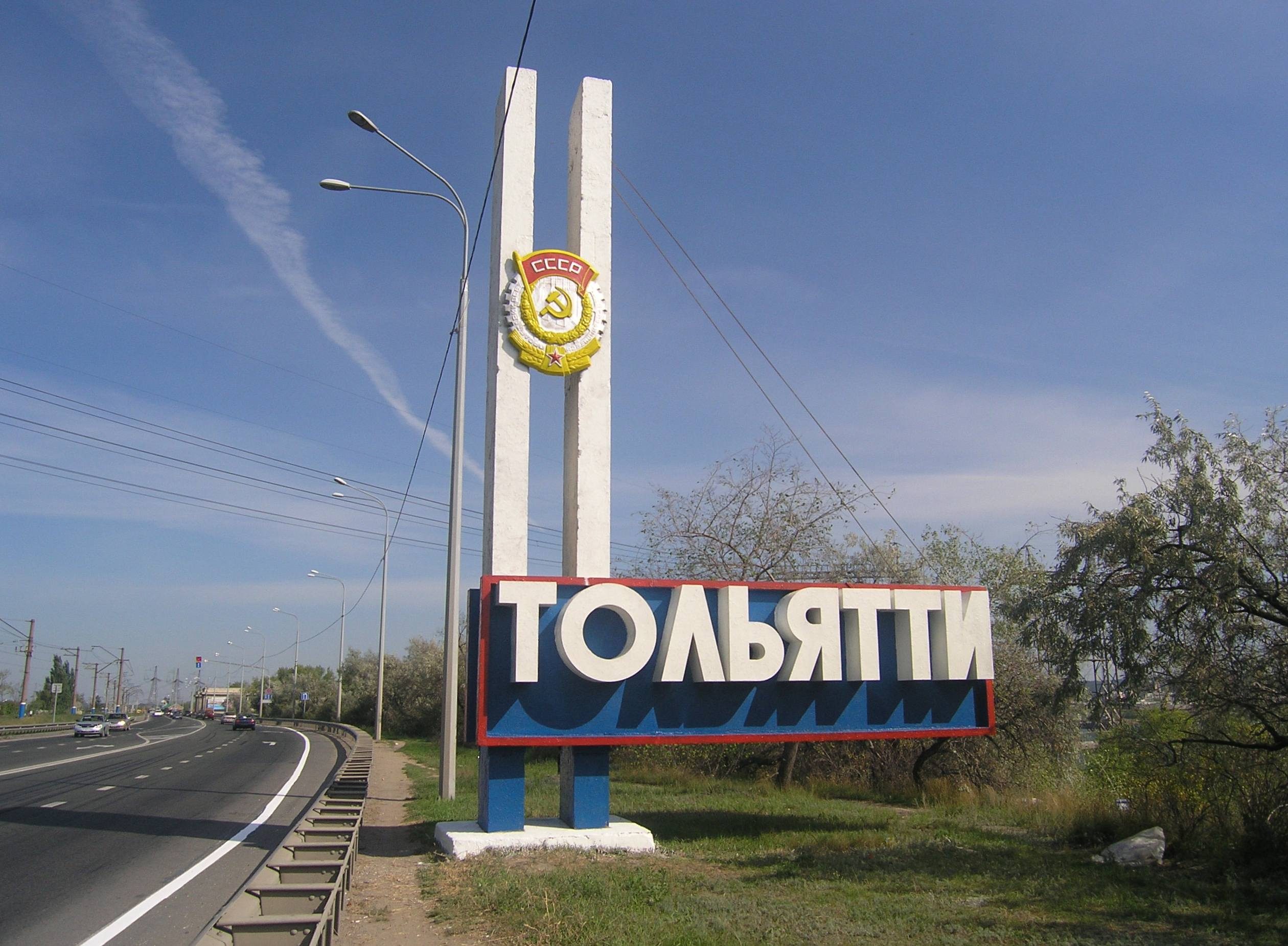
Памятный знак на въезде в город.

- Мозаичное панно «Барабанщик», ул. Комсомольская, 76, фасад здания дворца молодёжи.
- Монументально-декоративная композиция, бульвар Будённого, 1.
- Мозаичное панно, пр-т Степана Разина, 8, фасад ТЦ «Волжские зори»
- Мозаичное панно на тему «Спорт», Приморский бульвар, 27, интерьер Дворца спорта «Волгарь».
- Декоративная роспись «Детство», ул. Ленина, 91, фойе детской стоматологической поликлиники,

### Географические указатели
- Стела «Тольятти» на въезде в город на трассе М5 со стороны Самары. Представляет собой надпись «Тольятти», дополненную стилизованным парусом с надписью «Добро пожаловать» и орденом Трудового Красного Знамени. Установлена в 1983 г., архитектор Вадим Артамонов.
- Знак «Тольятти» на въезде в город на плотине Жигулёвской ГЭС.

## Мемориальные доски

### Героям Советского Союза, Российской Федерации и Социалистического Труда

Мемориальная доска на доме К. Н. Викторова

- Мемориальная доска на доме, в котором проживал Герой Советского Союза Бондарев А. М., ул. Коммунистическая, 45, открыта 8 мая 1997 года.
- Мемориальная доска на доме, в котором проживал Герой Советского Союза Викторов К. Н., 1997 год, ул. Никонова, 38
- Обозначение дома, в котором жил А. С. Мурысев — Герой Социалистического Труда, ул. Комзина, 6 . Установлена в 1967 году.
- Мемориальная доска на доме, в котором жил участник Великой Отечественной войны, Герой РФ Носов В. П., 2 мая 2001 года, Пионерский проезд, 7. Авторы А. Н. Пронюшкин., В. Я. Киселев.
- Мемориальная доска дважды Герою Советского союза И. Д. Папанину, фасад здания института экологии Волжского бассейна РАН, ул. Комзина 10 строение 1, установлена в январе 2008 года.
- Мемориальная доска Герою Социалистического труда Н. Ф. Семизорову, улица Баныкина, 4, фасад здания школы № 16, установлена в августе 2001 года.
- Мемориальная доска на доме, в котором проживал Герой Советского Союза Черненко Н. В., ул. 70 лет Октября 9, установлена в апреле 2010 года.

### Участникам войн
- Мемориальная доска на доме, в котором проживала военфельдшер, участница Великой Отечественной войны К. Д. Вавилова, 1997 год, ул. Вавиловой, 12
- Мемориальная доска участнику афганской войны Горбунову О. В., улица Тухачевского, 6, территория МБОУ ДОД «Детский морской центр», установлена в мае 2010 года, автор А. М. Кузнецов.
- Обозначение дома, в котором жила В. Ступина — штурман авиации, участница Великой Отечественной войны, 1967 год, ул. Ступиной, 42. Представляет собой мраморную плиту 70 × 80 см работы неустановленного автора. Доска информационная текстовая, без изобразительных элементов с текстом: «В этом доме родилась и жила героиня Великой Отечественной войны штурман авиации Валентина Ступина. Погибла при исполнении боевого задания в 1943 году»[44].
- Обозначение дома, в котором жил генерал Фёдоров М. Ф., 7 октября 1998 года, ул. Горького, 13 (в старом Ставрополе дом находился по улице Красноармейская, 20). Доска выполнена похоронным предприятием «Аида», представляет собой доску из гранита 60 × 70 × 3 см с текстом: «В этом доме в г. Ставрополь-на-Волге родился и жил участник Великой Отечественной войны генерал-майор Фёдоров Михаил Фёдорович (1912—1960)»[45].

#### Участникам чеченских войн
Мемориальные доски установлены на фасадах или внутри школ. В скобках приведено время установки.
- Учащимся средней школы № 76, погибшим в Чечне, пр. Степана Разина, 78, (1997 год, позднее перенесена внутрь здания).
- А. Ануфриеву, улица Голосова, 34, фасад здания школы № 65 (2004).
- Бабуцкому С. А., бульвар Кулибина, 8, внутри здания гимназии № 38 (2009).
- Викторову М. Н., бульвар Курчатова, 16, внутри здания школы № 46 (декабрь 2009).
- Гарееву И. В., бульвар Буденного, 1, внутри здания лицея № 37 (2009).
- Диженину П. Е., бульвар Луначарского, 41, внутри здания школы № 71 (2009).
- Зайкину И. А., бульвар Буденного, 1, внутри здания лицея № 37 (2009).
- Калинину Н. А., улица Свердлова, 23, внутри здания школы № 61 (апрель 2009).
- Калинину Н. А., улица Тухачевского, 6, территория МБОУ ДОД «Детский морской центр» (май 2010, автор А. М. Кузнецов).
- Косичкину С. В., бульвар Кулибина, 8, внутри здания гимназии № 38 (2009).
- Кохановичу С. Н., улица Ворошилова, 32, школа № 64 (2009).
- Мемориальная доска выпускнику школы № 20 Курепину Л. А., погибшему в Чечне, ул. Голосова, 83, фасад школы № 20 (2002).
- Маркелову В. Н., улица Ленина, 108, внутри здания школы № 24 (январь 2010).
- Микрякову А. В., бульвар Буденного, 1, внутри здания лицея № 37 (2009).
- Морякову В. В., улица Мурысева, 61, фасад здания лицея № 6 (апрель 2009).
- Моисееву С. В., улица Ставропольская, 19, фасад здания школы № 23 (9 сентября 2009 года).
- Наумову А. А., улица Ленина, 108, внутри здания школы № 24 (январь 2010).
- Овчинникову Д. В., улица Мурысева, 49, фасад здания школы № 80 (2009.
- Пагулю Л. В., бульвар Кулибина, 8, внутри здания гимназии № 38 (2009).
- Пекину Э. И., улица 40 лет Победы, 86, фасад здания школы № 78 (1 сентября 2009 года).
- Пименову В. И., бульвар Буденного, 9, фасад здания школы № 33 (7 мая 2009 года).
- Рощину В. А., улица Мурысева, 61, фасад здания лицея № 6 (апрель 2009).
- Савелькину П. В., улица Ворошилова, 21, внутри здания школы № 74 (2009).
- Санжаревскому А. А., улица 40 лет Победы, 106, фасад здания школы № 81 (апрель 2009).
- Санжаревскому А. А., улица Тухачевского, 6, территория МБОУ ДОД «Детский морской центр», (май 2010 года, автор А. М. Кузнецов).
- Сидоренко Ю. С., улица Ставропольская, 19, фасад здания школы № 23 (9 сентября 2009 года).
- Смирнову А. Н., бульвар Кулибина, 8, внутри здания гимназии № 38 (2009).
- Тимофееву И., улица Никонова, 18, фасад здания школы № 15 (2002).

### Почётным гражданам Тольятти

Мемориальная доска Глебу Дроздову

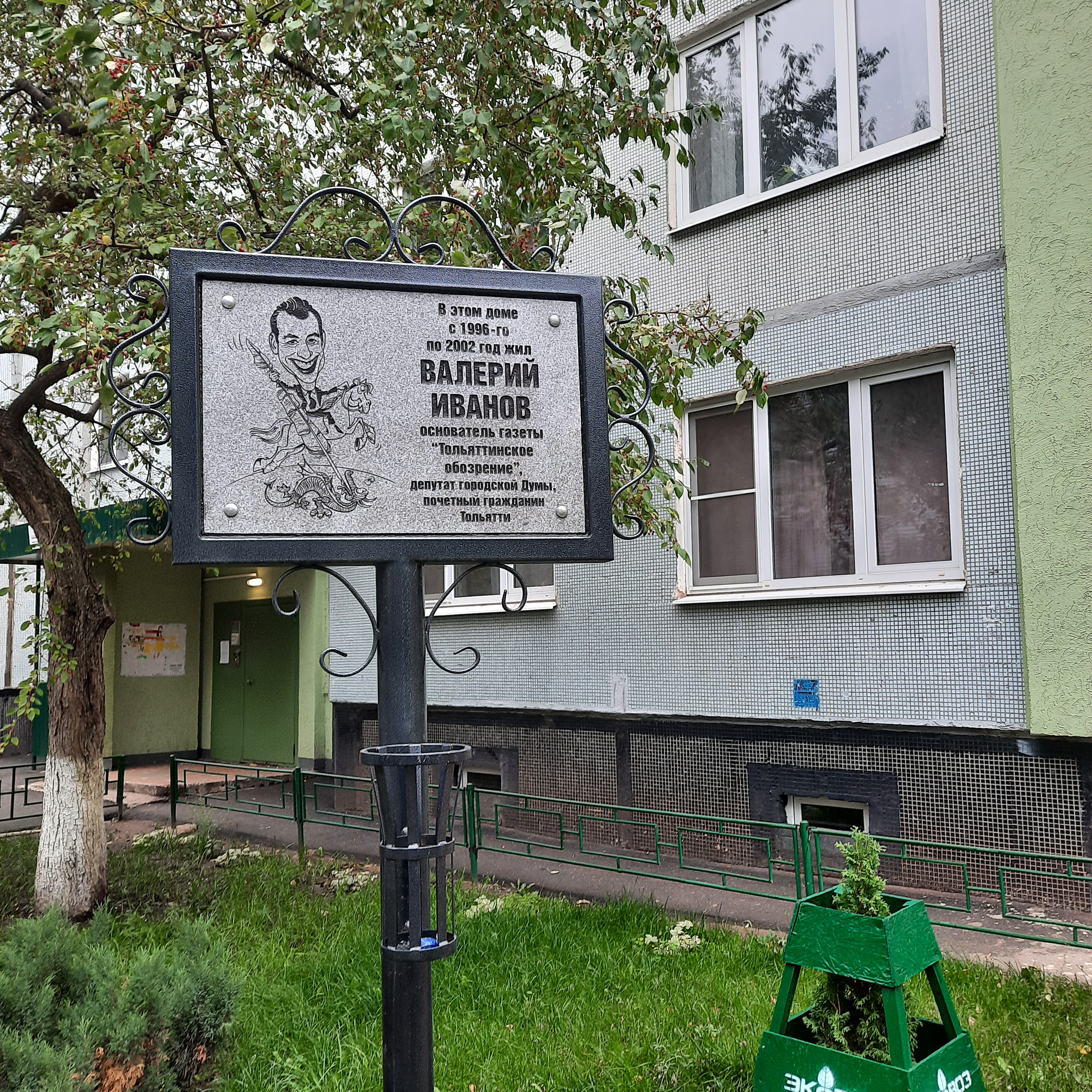
Мемориальная табличка Валерию Иванову

- Мемориальная доска Абрамову Н. В., генеральному директору ПО «Синтезкаучук», почётному гражданину Тольятти, бульвар Ленина, 1, на здании ДК «Тольятти». Открыта 11 февраля 2012 года.
- Мемориальная доска основателю театра «Колесо» Народному артисту России Глебу Дроздову, театр «Колесо», ул. Ленинградская, 31, установлена 14 сентября 2001 года, авторы Р. Акопов, Е. Василик.
- Мемориальная доска Немову А., почётному гражданину г. Тольятти, многократному олимпийскому чемпиону по спортивной гимнастике, проспект Степана Разина, 78, на фасаде здания лицея 76. Открыта в 2004 году.
- Мемориальная доска Валерию Иванову, почётному гражданину г. Тольятти (посмертно), главному редактору газеты «Тольяттинское обозрение», ставшему жертвой заказного убийства. Доска установлена у дома по адресу б-р Гая, д. 21, открыта 28 апреля 2013 г.

### Горожанам
- Мемориальная доска на здании железнодорожной станции Тольятти, где работал первый начальник станции А. М. Ашихмин, октябрь 1999 года, ул. Вокзальная, 34

- Обозначение дома, в котором жил В. В. Баныкин, 1967 год, ул. Кутузова, 36. Дом был снесён, памятная доска передана тольяттинскому краеведческому музею.[46]
- Доска на здании, где работал архитектор Виноград С. М., улица Белорусская, 6а, установлена 3 августа 2008 год, автор В. А. Фомин.
- Мемориальная доска основателю и первому директору Куйбышевской биологической станции ИБВВ АН СССР Дэюбану Н. А., ул. Комзина 10, фасад здания института экологии волжского бассейна РАН. Открыта в октябре 1995 года.

- Мемориальная доска на доме, в котором проживал заслуженный строитель РСФСР Еремеев Д. В., ул. Коммунистическая, 59. Установлена 7 июня 1998 года.
- Мемориальная доска военному комиссару Ставропольского уезда Ингельбергу В. А., 1970 год, п. Фёдоровка, ул. Ингельберга 91.
- Мемориальная доска на здании, в котором работал выдающийся организатор строительства г. Тольятти, председатель горисполкома, орденоносец Кашунин Б. С., 21 декабря 2001 года, ул. Гидростроевская, 17

Архитектору В. Лопатину

- Мемориальная доска главному архитектору города В. С. Лопатину, улица Победы, 52, фасад здания управления архитектуры и градостроительства. Установлена в 2004 году, авторы О. Клыков, В. П. Сергиенко

- Мемориальная доска старшему советнику юстиции Ягутяну Р. Г., улица Юбилейная 31а, внутри здания прокуратуры Автозаводского района Тольятти, открыта в 1996 году.
- Мемориальная доска главному дизайнеру ОАО «АВТОВАЗ» Демидовцеву М. В., Южное шоссе, 137, фасад административного здания «Паркового комплекса истории техники им. К. Г. Сахарова». Открыта 13 мая 2019 года. Автор: Дмитрий Власов.

### Исторические здания города

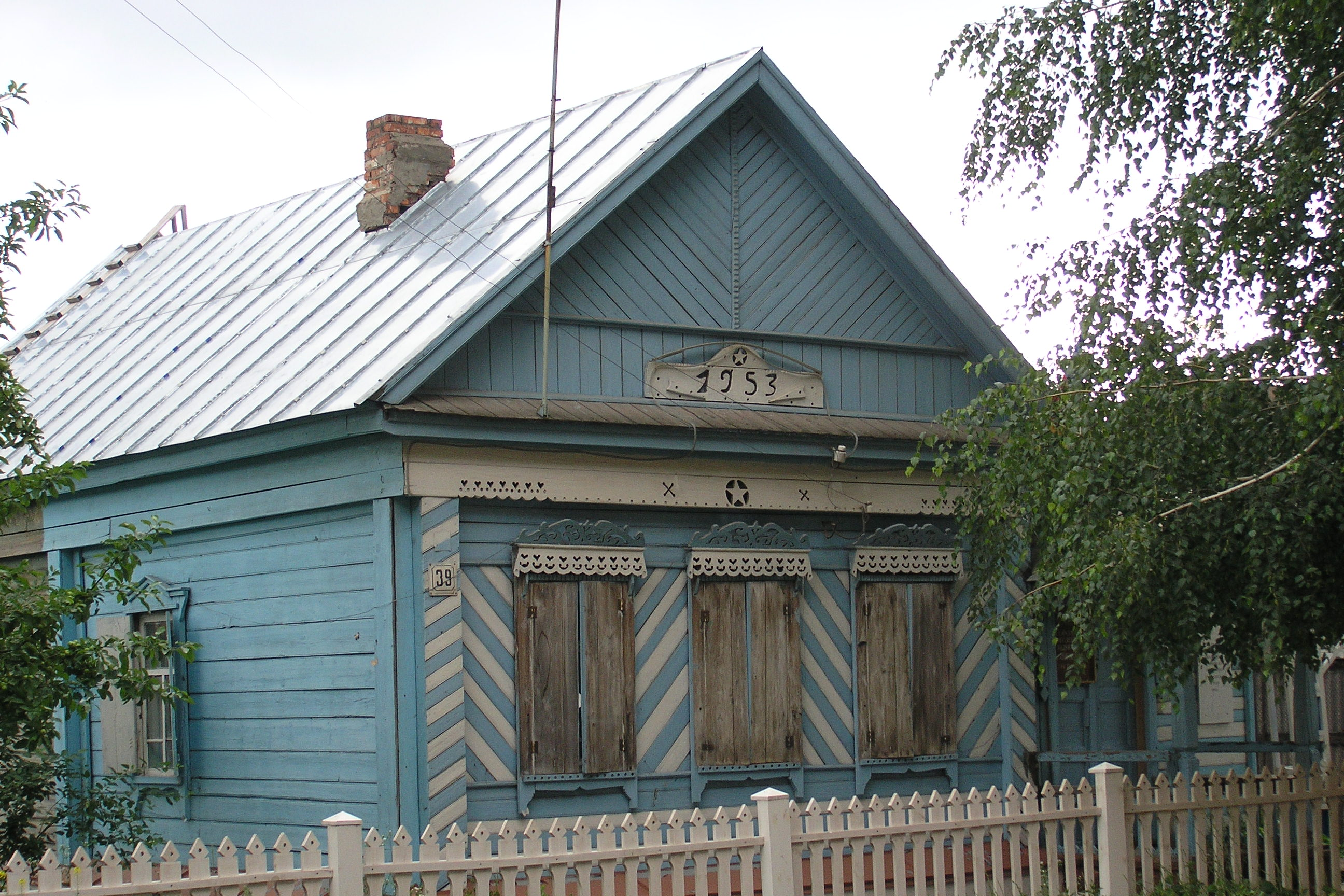
Первый дом, перенесённый из зоны затопления

- Обозначение дома, в котором в июне 1870 года жили русские художники И. Е. Репин и Ф. А. Васильев, ул. Репина, 8. Установлена в 1971 году , новая доска установлена в 2001 году, автор Л. С. Мартынов.
- В память пребывания в г. Ставрополе в 1941—1943 годы Военного института иностранных языков, готовившего военных переводчиков, 1985 год, санаторий «Лесное»
- Обозначение первого дома, перенесённого из зоны затопления, 1 мая 1996 года, ул. Советская, 39. Мраморная доска 90 х 35 см.
- Памятная доска на здании, в котором в 1954—1984 годах располагалось управление «Куйбышевгидрострой», улица Гидростроевская, 17. Установлена в феврале 2008 года, автор Д. Фёдоров.
- Обозначение первого дома Автозаводского района, ул. Свердлова, 37. Установлена в 1997 году, восстановлена в 2006 году.
- Обозначение первого заселённого дома в Автозаводском районе, ул. Дзержинского, 63. Установлена в 1997 году, восстановлена в 2002 году.
- Памятная доска, обозначающая первую школу в Автозаводском районе, бульвар Баумана, 3. Установлена в 2007 году, автор Д. Фёдоров.
- Памятная доска о строительстве школы № 63 в год 60-летия образования СССР, 1982 год, ул. Баныкина, 44, фасад школы № 63.
- Памятная доска о строительстве школы в год 70-летия Великой Октябрьской Социалистической Революции, 1987 год, ул. Мурысева, фасад современного здания школы № 18.
- Памятная доска о строительстве ясли-сада «Машенька» в год 70-летия Великой Октябрьской Социалистической Революции, 1987 год, ул. Гидротехническая, 21
- Памятная доска о строительстве молодёжного центра «Спутник» в год 250-летия г. Ставрополя, 1987 год, ул. Коммунистическая 90, м\ц «Спутник».

### Прочие
- Памятная доска на заводоуправлении «СинтезКаучук» за заслуги в социалистическом строительстве, 1967 год, ул. Новозаводская 8, заводоуправление. Текст: «ЦК КПСС, ПРЕЗИДИУМ ВЕРХОВНОГО СОВЕТА СССР, СОВЕТ МИНИСТРОВ СССР, ВЦСПС постановлением от 21 октября 1967 года за заслуги в деле социалистического строительства наградили коллектив Куйбышевского ордена Трудового Красного Знамени завода синтетического каучука ПАМЯТНЫМ ЗНАМЕНЕМ ЦК КПСС, ПРЕЗИДИУМА ВЕРХОВНОГО СОВЕТА СССР, СОВЕТА МИНИСТРОВ СССР и ВЦСПС в честь 50-летия Великой Октябрьской социалистической революции и оставили его на вечное хранение как символ трудовой доблести коллектива». Доска из серого мрамора размером 80 x 80 см. В данный момент доска находится в музее ООО «Тольяттикаучук»
- Памятная доска на заводоуправлении «СинтезКаучук», ул. Новозаводская 8. Текст: «ЦК КПСС, ПРЕЗИДИУМ ВЕРХОВНОГО СОВЕТА СССР, СОВЕТ МИНИСТРОВ СССР, ВЦСПС постановлением от 7 апреля 1970 года за достижения высоких показателей в социалистическом соревновании в честь 100-летия со дня рождения Владимира Ильича Ленина наградили коллектив Куйбышевского Ордена Трудового Красного Знамени завода синтетического каучука ЛЕНИНСКОЙ ЮБИЛЕЙНОЙ ПОЧЕТНОЙ ГРАМОТОЙ». Доска из серого мрамора размером 80 × 80 см. В данный момент[уточнить] доска находится в музее ООО «Тольяттикаучук»
- Памятная доска ДСК «Спецжилстрой» о постройке 5 млн м². жилья в 1985—1986 годах, 1986 год, ул. Гидротехническая, 27

Пояснения названия улицы в честь И. Комзина в Портпоселке

### Пояснения названий улиц
- Пояснение названия улицы именем Голосова Д. Н., Героя Советского Союза, ул. Голосова, 20. Автор В. М. Кузнецов, установлена в мае 1987 года.
- Пояснение названия улицы именем рядового милиции Владимира Кошеля, ул. Кошеля 83. Установлена в мае 1982 года, восстановлена в 2007 году.
- Пояснение названия улицы именем А. Кудашева, погибшего при спасении пассажиров автобуса от вооружённого преступника, улица Кудашева, 120, открыта в апреле 2009 года.
- Пояснение названия улицы именем ставропольчанина, участника Великой Отечественной войны Ларина Ф. И., ул. Ларина, 64. Установлена в 1997 году, заменена в 2007 году.
- Пояснение названия улицы именем ставропольчанина, участника Великой Отечественной войны Носова В. П., 1958 год, ул. Носова, 10 — в связи с реконструкцией здания после пожара временно снята на хранение

Мемориальные доски
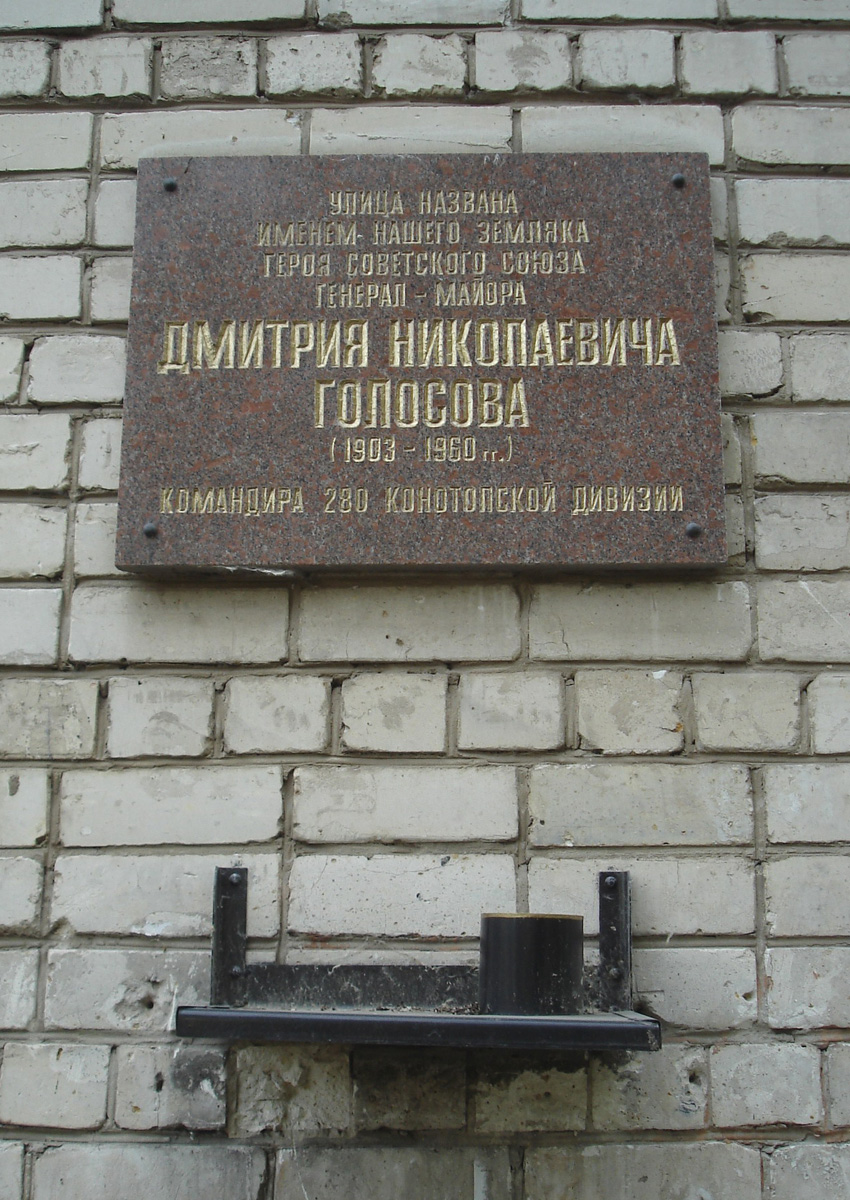
Дмитрию Голосову
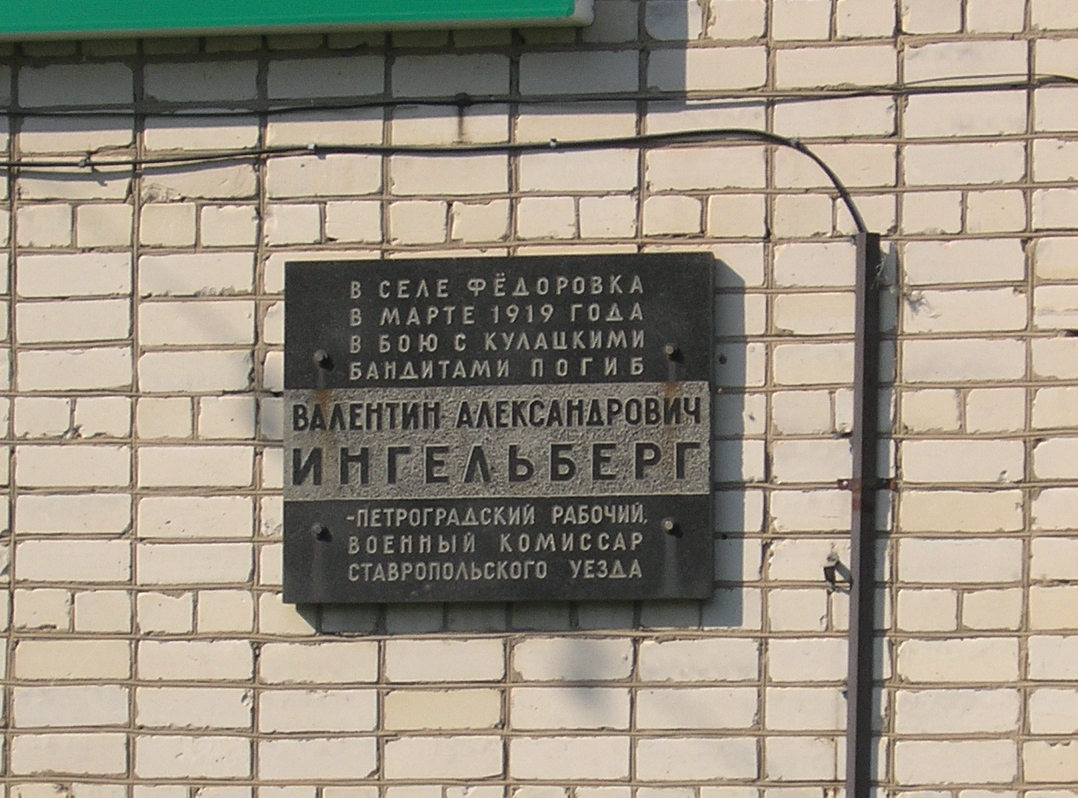
Валентину Ингельбергу
Николаю Черненко

## Транспортные памятники

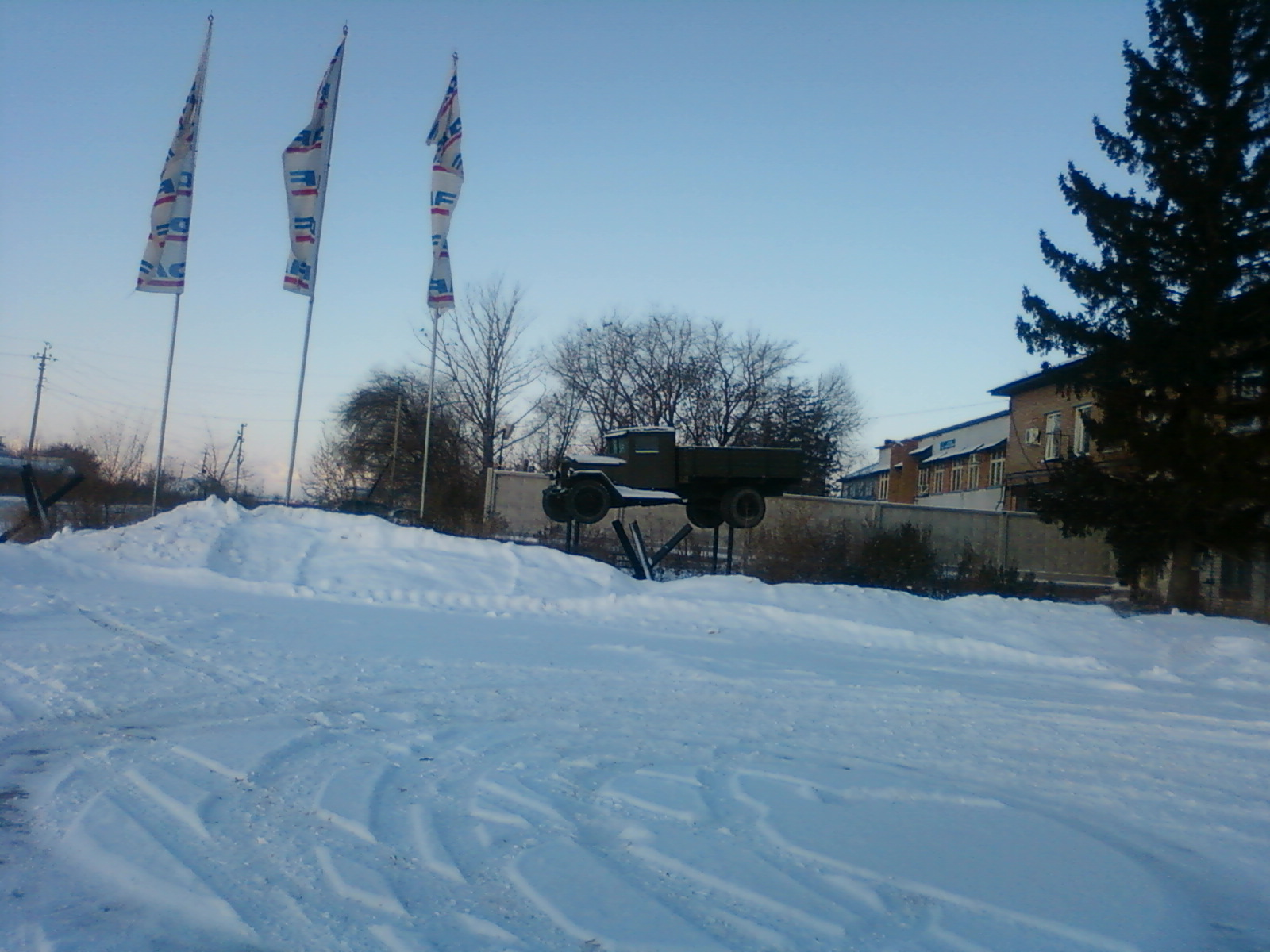
памятник автомобилю ЗиС-5 установлен в районе химзаводов недалеко от улицы Новозаводской

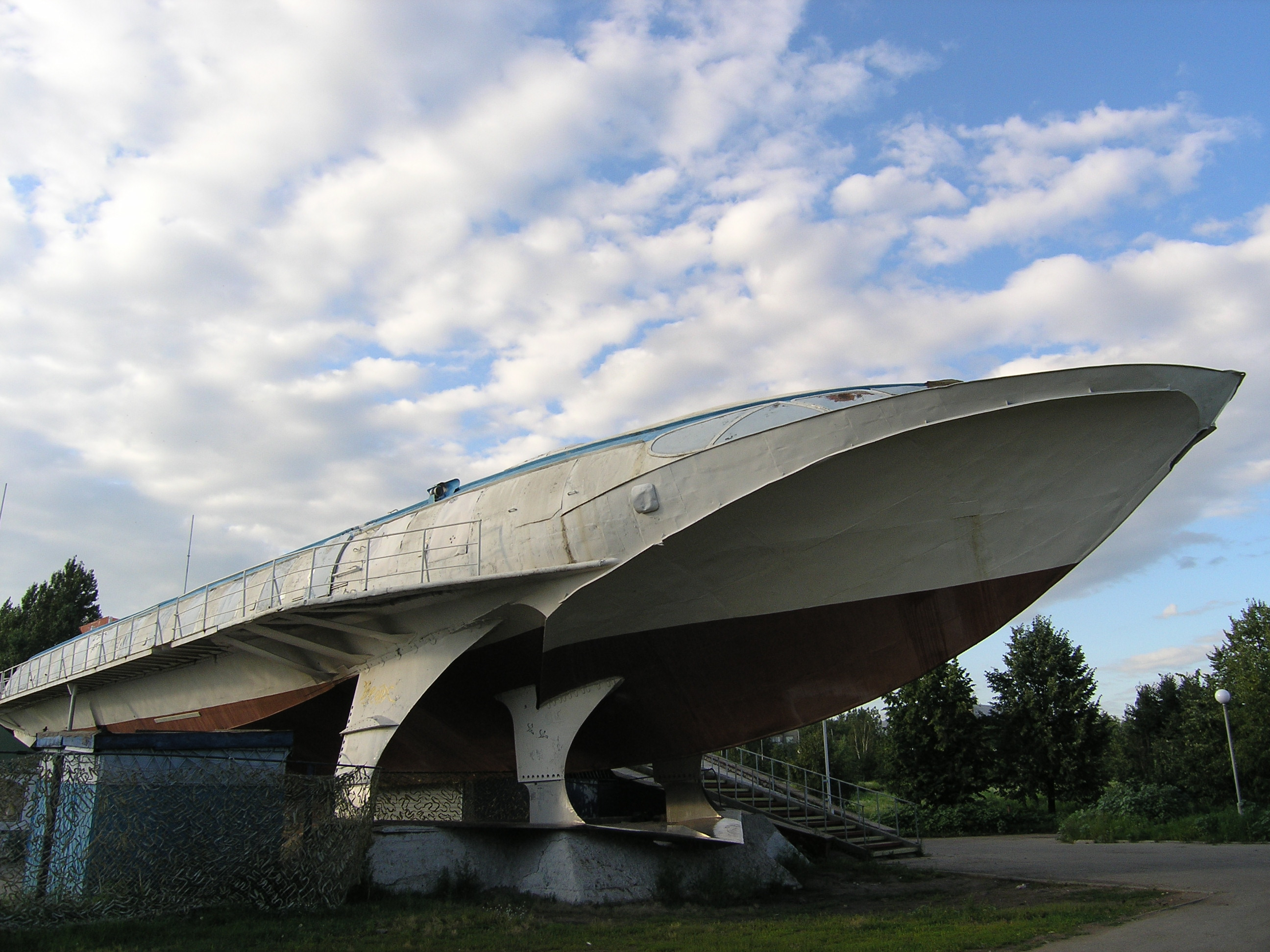
Теплоход «Спутник»

Тольятти — центр российского автомобилестроения, поэтому тема транспорта присутствует и в памятниках города. Помимо уже упоминавшихся композиций «История транспорта» в городе есть:
- автомобиль ГАЗ-52 — Южное шоссе. Автомобиль 1968 года выпуска принимал самое активное участие в строительстве АвтоВАЗа. Спустя 11 лет, в 1979 году, было принято решение установить автомобиль-ветеран на постамент[47].
- автобус ЛиАЗ-677 — Южное шоссе. Автобус установлен в честь 40-летия начала автобусного движения в Тольятти.
- Автомобиль скорой помощи РАФ — ул. Радищева 10. Установлен на крыше автотранспортного предприятия «МАПУЗ», несколько десятилетий обеспечивавшего транспортом станции Скорой Помощи Тольятти. Именно подобные автомобили стали самыми известными каретами скорой помощи. Установлен осенью 2009 года[48].
- автомобиль ЗиС-5 — памятник стоит в районе химзаводов, рядом с ул. Новозаводской, Центральный район.

Ни один из этих экспонатов не признан официальным памятником и не охраняется ни городом, ни областью.

Памятники военной технике
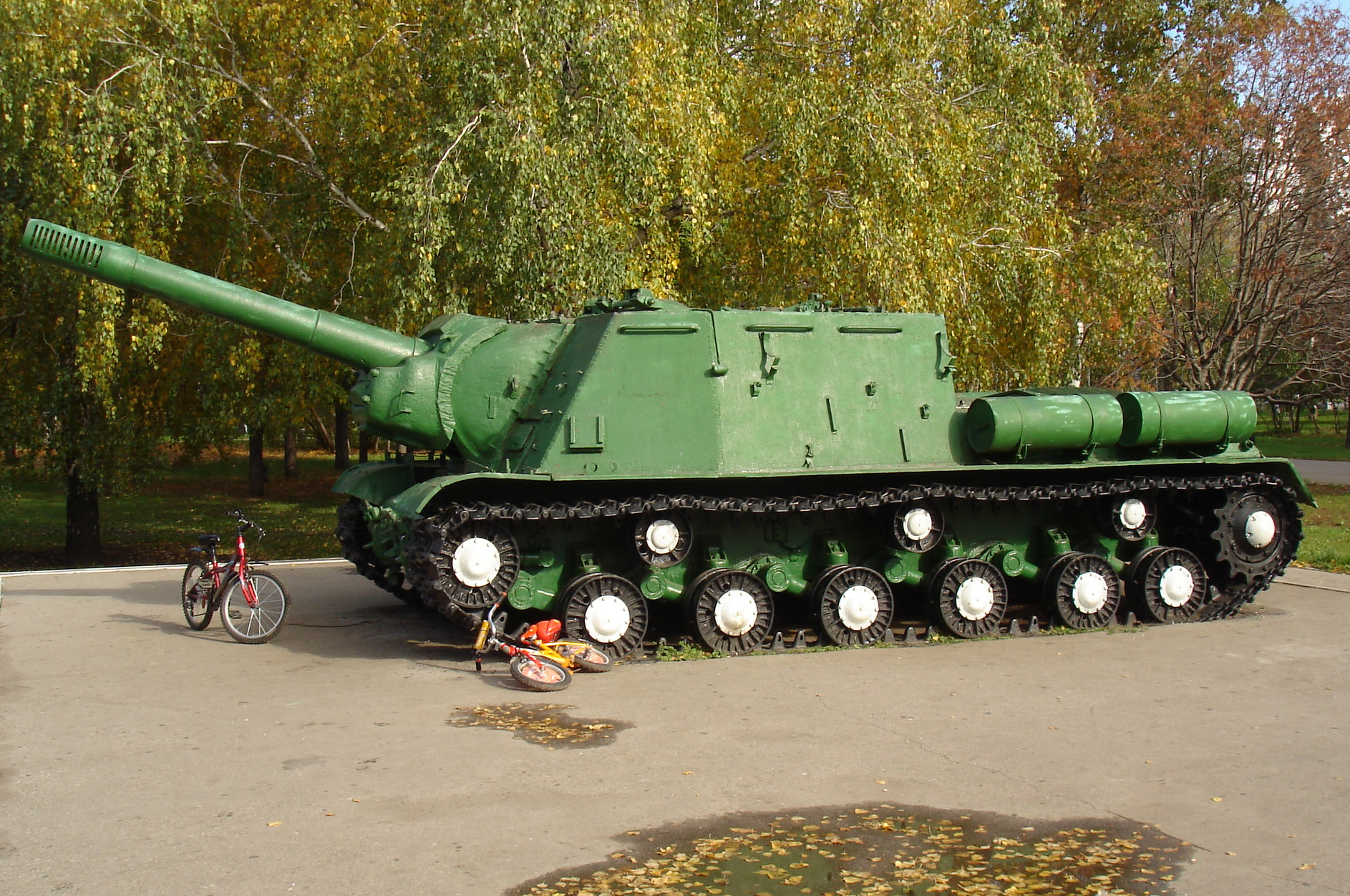
ИСУ-152 в парке Победы
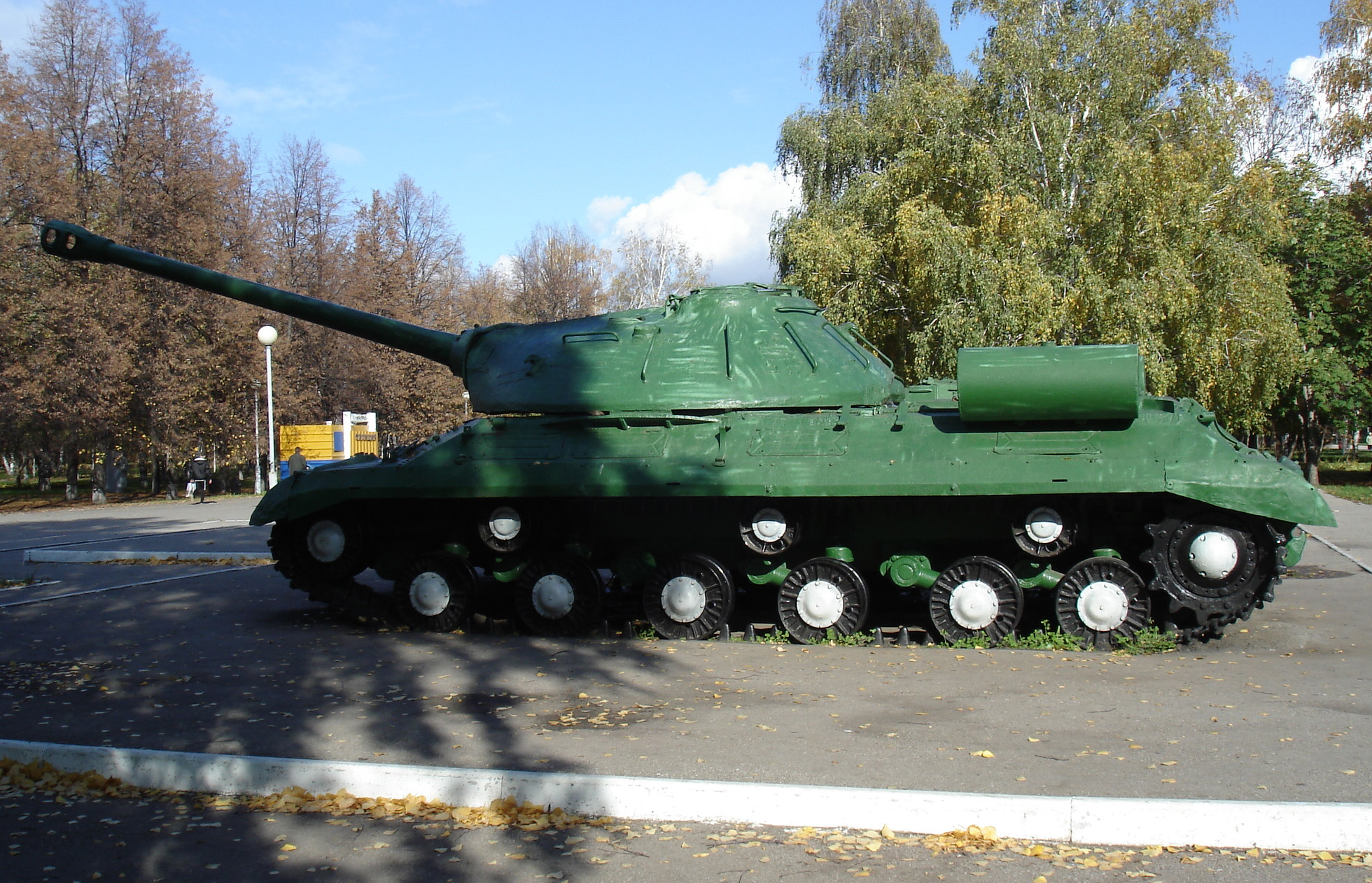
ИС-3 в парке Победы
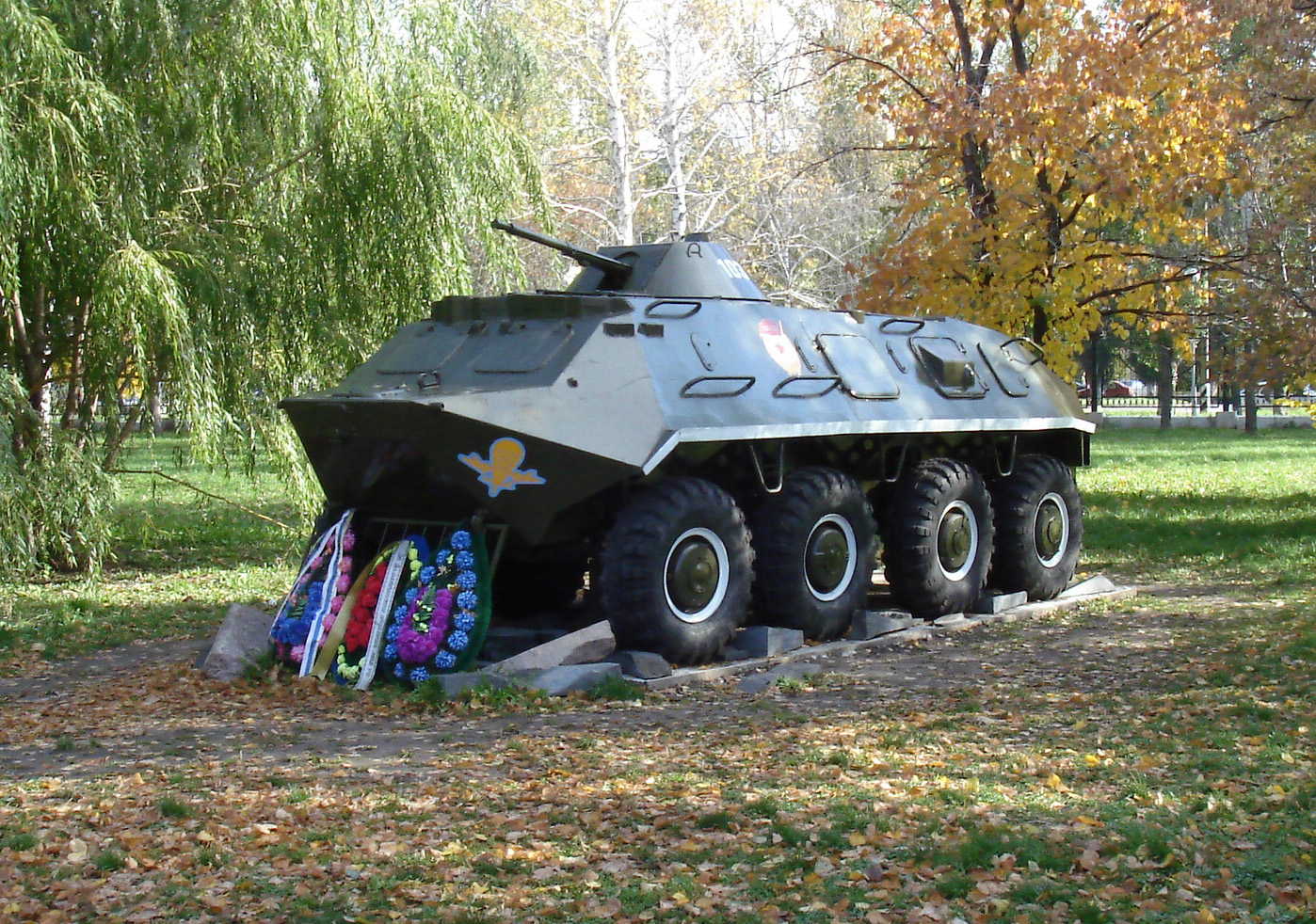
БТР-60 в парке Победы
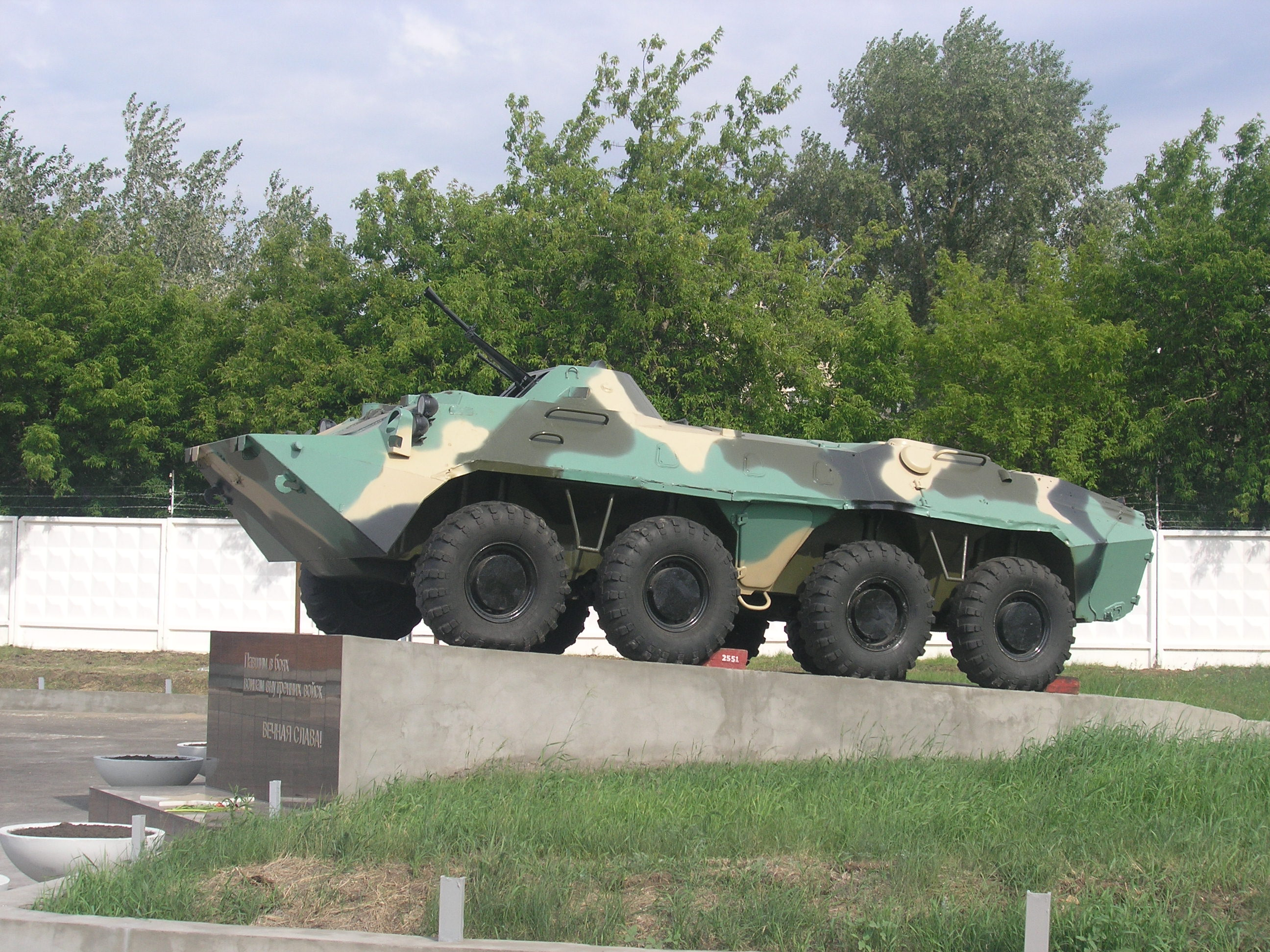
БТР-70 − погибшим бойцам внутренних войск

## Документальные памятники
Многочисленные документальные памятники XVIII—XX веков хранятся в архивном отделе мэрии города. Это единственный вид памятников федерального значения в Тольятти, они же являются старейшими, ведь городской архив появился ещё в 1738 году.

## Живые памятники
Как и во многих городах, в Тольятти имеется ряд особенных — живых памятников.
- Дерево памяти — дерево, посаженное на Площади Свободы 9 мая 1990 года. Снабжено отдельно стоящим каменным информационным знаком с текстом: «Как живую связь поколений мы оставляем вам потомки это ДЕРЕВО ПАМЯТИ о неисчислимых страданиях жертвах войны и репрессий Люди! Помните это! Ветераны войны и труда г. ТОЛЬЯТТИ /Ставрополя/ 9 мая 1990 г»[49]
- Дуб Комзина — дерево, посаженное Иваном Комзиным напротив здания управления Куйбышевгидростроя (ныне корпус ПВГУС) на улице Гидростроевской 24 октября 1954 года. Дуб обнесён оградой и снабжён памятной табличкой.

## Уничтоженные памятники
Несмотря на формальный статус охраняемого объекта часть памятников было демонтировано или уничтожено. И последние годы негативная тенденция преобладает. Так с 2000 до 2009 год в Тольятти появилось 11 новых памятников, но подверглись вандализму — 14, а 4 — полностью разрушены.
- Памятник Владимиру Ульянову—гимназисту — открыт 19 мая 1984 года, находился у входа в Дворец молодёжи, Центральный район. Представлял собой гранитную скульптуру высотой 2 м работы скульптора Н. И. Колесникова. Охранялся как объект монументального искусства, также представлял художественную и историческую ценность[25]. Долгие годы требовал реставрации, которая не проводилась. В результате памятник был признан не подлежащим восстановлению и демонтирован.
- Монументально-декоративная скульптура «Молодость» — располагалась в Центральном районе, на пересечении улиц Ушакова и Ленинградской, в фонтане на площади перед театром Колесо. Была установлена в 1980 году. По задумке авторов постамент представлял собой четверть сферы диаметром 2 м, который должен был скрываться под водой. Фигуры молодых парня и девушки, держащихся за руки высотой 3 метра, были изготовлены из листовой меди выколоткой. Автор — скульптор А. И. Шнякин. Памятник монументально-декоративного искусства представлял художественную ценность[51]. Из-за непродуманности антивандального исполнения скульптуры были сильно повреждены[37]. Фигуры лишились рук. Фонтан бездействовал, потому постамент сильно выступал из дождевых луж на дне фонтана. В результате городская экспертная комиссия по историко-культурному наследию признала памятник «физически утраченным» и не подлежащим восстановлению. Сохранившуюся голову юноши передали в музей, остальной металл было решено пустить на реставрацию других памятников. В 2000 году скульптура была демонтирована[52].
- Художественно-декоративная композиция «Музы» — располагалась в Центральном районе на пересечении Молодёжного бульвара и улицы Победы на площади перед дворцом искусств «Юбилейный» в фонтане. Создана в 1982—1987 годах группой грузинских художников И. Иоселиани, А. Китовани, С. Тобаладзе, Г. Адейшвили под общим руководство З. Церетели. Архитектор В. Кузякин. Композиция состояла из скульптурных фигур высотой 1,2 — 1,5 м, выполненных методом выколотки из меди, а также мозаики на подиумах под скульптурами, на дне и по периметру бассейна[53]. Группа требовала существенной реставрации, разрушалась даже мозаика[52], но однажды скульптуры были просто похищены.
- Жилой дом города Ставрополя — построен в конце XIX века, ул. Комсомольская 15. Здание безо всякого разрешения было разрушено, а на его месте построено новое.[54]
- Водонапорная башня — 1952 год, ул. Строителей 9; в 2011 году исключена из реестра памятников и снесена её новым владельцем[55].
- Здание пельменной «Сосновый бор» — 1951 г., Комсомольское шоссе, 23. Здание в стиле сталинского ампира, с колоннами и карнизом. Находится в частной собственности, но благодаря удачному месторасположению, «внезапно» вычеркнуто из реестров памятника г. Тольятти.[56]
- Скульптурная композиция «Бег» — 1987 год, Автозаводской район, Парк Победы. Это одна из нескольких скульптурных композиций, появившихся во время всероссийского симпозиума скульпторов, проходившего в Тольятти в 1987 году. Автор скульптуры — Сергей Горяинов. Представляла собой барельеф бегущего мальчика, с отведённой назад рукой. Фигура не отделена от камня, тем самым автор передаёт единство человека и природы, а также отобразить внутреннее ощущение человека: бег к себе и бег от себя — так говорил о работе автор. По сведениям сотрудников краеведческого музея скульптура бесследно исчезла в 1990-х годах. При составлении реестра памятников в 2000 году она в него вошла, но уже без указания места в парке[57].

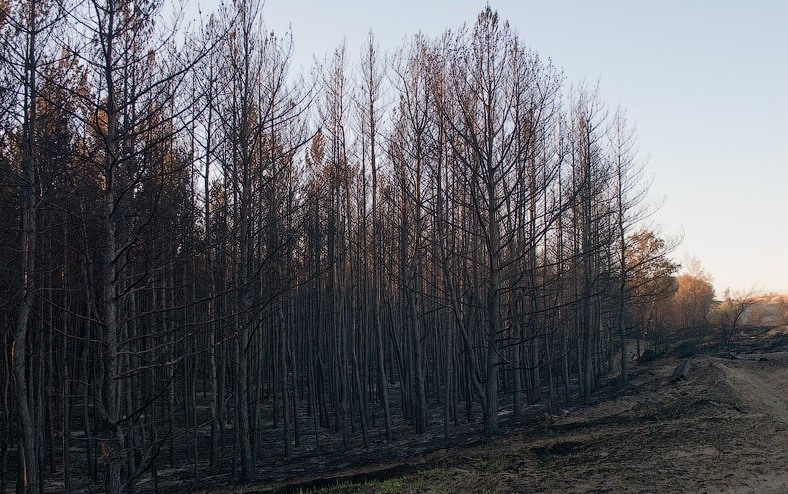
Фрагмент тольяттинского леса, уничтоженный в пожарах лета 2010 года

- Аллея Славы (аллея Памяти) — мемориальный комплекс тольяттинцам, погибшим в Афганистане. Находилась на улице Дзержинского 27а, напротив военного училища. Идея подобного мемориала появилась весной 1994 года. Городская Дума Тольятти и АвтоВАЗ выделили необходимые средства в размере 200 млн рублей. Мемориал состоял из трёх частей: мемориальной стены, мозаичного панно и часовни. Автор проекта — Сергей Семёнович Злобин. Мемориальная стена представляла собой кирпичную кладку, соединяющую два здания, отделанную мраморными плитками 30×30, освещённую электросветильниками и 37 закреплённых на ней гранитных плит с изображениями погибших воинов. Мозаичное панно размером 12×6 м было создано из колотой керамической плитки содержало текст «Нам бы жить, и вся награда». Часовня размерами 7×7×4,5 м находилась напротив стены, в ней дважды в год проводились молебны (в день ввода войск в Афганистан (29 декабря) и в день вывода (15 февраля)). Комплекс был открыт 8 мая 1995 года[58]. Спустя десять лет в 2005 году, аллея была уничтожена. Фрагмент тольяттинского леса, уничтоженный в пожарах лета 2010 годаПо утверждениям властей, недостатки конструкции аллеи приводили к тому, что подземный гараж, расположенный под ней, подвергался частым затоплениям, что не устраивало ни руководство ГСК ни владельцев автомобилей. В результате аллея была перестроена, часовня снесена, а мемориальные доски с портретами погибших были преданы земле в основании нового памятника на улице Революционной. На месте бывшей Аллеи Славы ныне находится торговый центр.
- Памятник-бюст и стела писателю Николаю Островскому — были открыты 29 января 1973 года, ул. Новозаводская 7. Представлял собой стелу высотой 4 м из стали со словами: «Да здравствует пламя жизни» и бюст на постаменте. Постамент размерами 1 м × 0,8 м был сделан из бетона, бюст 1,2 м × 1,3 м — бетон, тонированный под бронзу. За спиной писателя находился барельефный портрет литературного героя — Павки Корчагина в будёновке. Автор — скульптор Н. И. Колесников. Представлял собой историческую ценность[59]. Демонтирован в 2000-х годах, остался только постамент.
- Лесной квартал № 2 Тольяттинского лесничества — единственный памятник природы регионального значения. Площадь 167 га. Представлял собой сосновый лес, с травяными, орляковыми и другими сообществами с подлеском из бересклета бородавчатого, рябины обыкновенной, ракитника русского и других кустарников. Фактически уничтожен лесными пожарами летом 2010 года, когда от огня пострадало 154 га[60].
- Здание первой музыкальной школы в посёлке Комсомольский — 1950-е года постройки, ул. Краснодонцев, 60. Некоторое время пустовавшее здание полностью сгорело 28 июня 2012 года при пожаре.
- Судно на подводных крыльях «Спутник». Судно установили на постаменте на набережной в Тольятти. В конце октября 2018 года оно было полностью уничтожено, вместе с постаментом и прилегающими постройками. Металлолом был вывезен, площадка выровнена бульдозерами. По некоторым данным снос сооружения был произведен незаконно. Теплоход «Спутник»

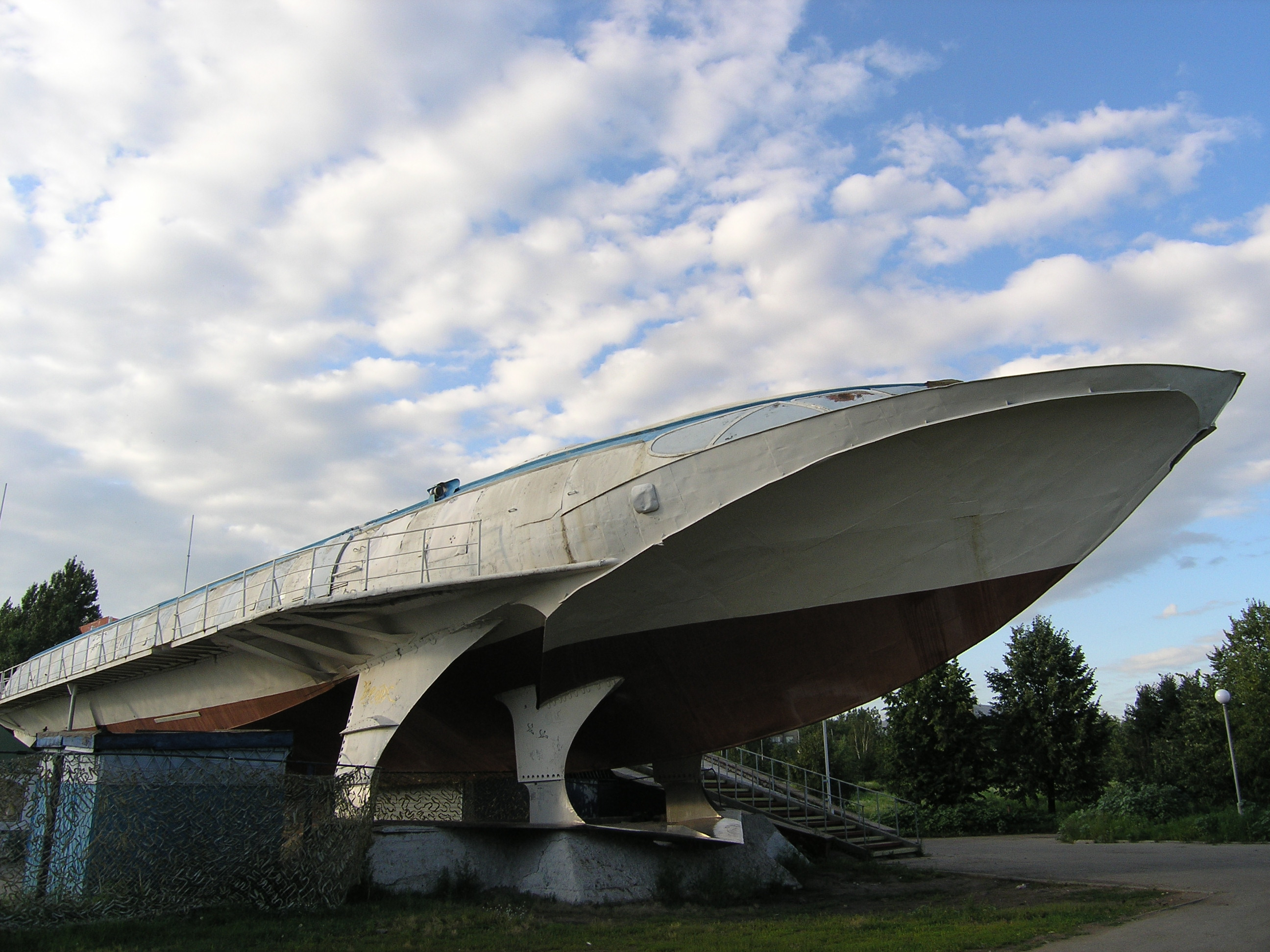
Теплоход «Спутник»